# Napoleone III di Francia
Carlo Luigi Napoleone Bonaparte, regnante in Francia con il nome di Napoleone III (Parigi, 20 aprile 1808 – Chislehurst, 9 gennaio 1873), è stato un militare e politico francese figlio terzogenito del re d'Olanda Luigi Bonaparte (fratello di Napoleone Bonaparte) e di Hortense de Beauharnais, fu presidente della Repubblica francese dal 1848 al 1852 e imperatore dei francesi dal 1852 al 1870.
Detto anche Napoleone il piccolo (soprannome datogli da Victor Hugo), sposò la contessa di Teba María Eugenia de Guzmán Montijo, una Grande di Spagna, dalla quale ebbe Napoleone Eugenio Luigi, mentre altri cinque figli furono illegittimi e avuti da donne diverse.

## Biografia

### Nascita
Carlo Luigi Napoleone Bonaparte nacque a Parigi la notte del 20 aprile 1808. Suo padre era Luigi Bonaparte, re d'Olanda (dal 1805 al 1810) e fratello minore di Napoleone Bonaparte; la madre era Ortensia di Beauharnais, figlia di Giuseppina di Beauharnais e del suo primo marito Alessandro e quindi figliastra dello stesso Napoleone; tale unione, difficile e priva di affetto, era stata proposta dalla stessa imperatrice consorte Giuseppina, che non poteva generare figli, in modo da garantire all'imperatore un erede diretto.
Il primo figlio della coppia, Napoleone Carlo, morì infante nel 1807 e pertanto i due coniugi, che ormai vivevano separatamente e che comunque avevano un secondo bambino, Napoleone Luigi, decisero di trasferirsi insieme a Tolosa, a partire dal 12 di agosto: a Parigi nacque, anzi tempo, Carlo Luigi. Per tale ragione i nemici di Luigi Napoleone, tra cui Victor Hugo, diffusero il dubbio che fosse figlio di un altro uomo.
Nel 2014 uno studio genetico condotto su una ciocca di capelli dal professor Gerard Lucotte ha dimostrato che Carlo Luigi non può essere geneticamente nipote in linea paterna di Napoleone I: infatti, Carlo Luigi apparteneva all'aplogruppo I2 (gli aplogruppi del cromosoma Y sono marcatori specifici della linea genetica paterna), mentre Napoleone e suo fratello Girolamo appartenevano all'aplogruppo E-M34; secondo l'autore dello studio, tale discrepanza può essere spiegata solo ammettendo l'origine illegittima dello stesso Carlo Luigi, oppure affermando che Luigi Bonaparte (su cui non sono state effettuate analisi) non sia fratello di Napoleone I almeno per parte di padre, ma figlio di una relazione adultera ipotetica di Letizia Ramolino, madre dei fratelli Bonaparte..

### Infanzia
Charles-Louis fu battezzato al castello di Fontainebleau il 5 novembre 1810, avendo come padrini lo zio, l'imperatore Napoleone, e l'imperatrice Maria Luisa. In seguito, quando il padre Luigi si separò dalla moglie, Luigi Napoleone rimase con la madre fino all'età di sette anni, quando lo zio Napoleone lo invitò al Palazzo delle Tuileries a Parigi per osservare i soldati sfilare nel cortile. Vide lo zio imperatore per l'ultima volta al castello di Malmaison, poco prima che Napoleone partisse per Waterloo.
Dopo la sconfitta di Napoleone a Waterloo e la Restaurazione della monarchia in Francia, tutti i membri della dinastia Bonaparte furono costretti all'esilio: Hortense e Luigi Napoleone vagarono da Aix, a Berna, al Baden, finché, infine, non si trasferirono in Svizzera, ad Arenenberg, nel Canton Turgovia, e in Germania, dove il giovane Luigi Napoleone frequentò il ginnasio ad Augusta in Baviera. La sua educazione fu completata da un precettore, Philippe Le Bas, un repubblicano ardente nonché figlio di un amico e vicino di Maximilien de Robespierre, Philippe-François-Joseph Le Bas (rivoluzionario suicida dopo essere stato condannato alla ghigliottina dopo il 9 termidoro) che gli insegnò storia francese e ne indirizzò gli interessi politici verso un repubblicanesimo radicale.

### Rivoluzionario (1823-1835)
Quando Luigi Napoleone aveva quindici anni, Hortense si trasferì a Roma, dove i Bonaparte presero residenza presso Palazzo Ruspoli, dell'omonima famiglia romana: passò il tempo a imparare l'italiano, esplorare le antiche rovine, imparare le arti della seduzione e degli affari romantici, di cui avrebbe spesso fatto mostra nella sua vita successiva; divenne amico dell'ambasciatore francese, François-René de Chateaubriand, padre del romanticismo francese, con il quale rimase in contatto per molti anni.
A Roma ritrovò il fratello maggiore, Napoleone Luigi Bonaparte, e insieme aderirono alla Carboneria. Nella primavera del 1831, quando aveva ventitré anni, l'Emilia e la Romagna insorsero contro il governo papale e con un influsso indiretto da parte dell'intera famiglia Bonaparte. I due fratelli lasciarono Roma per Bologna per unirsi all'insurrezione, ma Napoleone Luigi contrasse il morbillo e morì il 17 marzo 1831, tra le braccia del fratello minore; in seguito il moto fallì grazie alla reazione pontificia e all'intervento austriaco, Hortense si riunì a suo figlio e insieme raggiunsero il confine francese.
Hortense e Luigi Napoleone presero il nome falso di "Hamilton" e giunsero a Parigi, dove il vecchio regime era appena caduto ed era stato sostituito da quello più liberale del re Luigi Filippo d'Orléans; arrivati in città il 23 aprile 1831, presero residenza presso l'Hotel du Holland sulla Place Vendôme.
Hortense scrisse un appello al re, chiedendo di restare in Francia, e Luigi Napoleone si offrì volontario come soldato semplice nell'esercito francese: il nuovo re accettò di incontrarsi segretamente con Hortense e concesse alla stessa Hortense e a Luigi Napoleone di poter restare a Parigi, a patto che il loro soggiorno fosse breve e segreto; Luigi Napoleone si sarebbe potuto unire all'esercito francese se avesse cambiato il nome, cosa che egli, però, sdegnosamente si rifiutò di fare. Madre e figlio rimasero a Parigi fino al 5 maggio, decimo anniversario della morte di Napoleone Bonaparte, quando la loro presenza divenne nota, e pertanto Luigi Filippo ordinò loro di lasciare la Francia; si recarono in Gran Bretagna e, poco dopo, andarono in esilio in Svizzera.

### Successione bonapartista
Sin dalla caduta di Napoleone nel 1815 esisteva in Francia un movimento bonapartista, con la speranza di restituire un Bonaparte al trono; secondo la legge di successione stabilita da Napoleone I, la pretesa passò prima al figlio, cui, alla nascita, era stato dato dal padre il titolo di "Re di Roma". Conosciuto dai bonapartisti come Napoleone II, viveva in reclusione virtuale alla corte di Vienna sotto il nome di Duca di Reichstadt; prossimo nella linea, vi era il fratello maggiore di Napoleone I, Giuseppe Bonaparte, seguito da Luigi Bonaparte, ma né Giuseppe, né Luigi Bonaparte avevano alcun interesse a rientrare nella vita pubblica e, pertanto, quando il duca di Reichstadt morì nel 1832, Luigi Napoleone divenne l'erede della dinastia.
In esilio con la madre in Svizzera, Luigi Napoleone si arruolò nell'esercito svizzero, ricevette l'addestramento da ufficiale e scrisse un manuale di artiglieria, oltre ad altre opere di filosofia politica; nel 1833, all'età di 25 anni, pubblicò il suo Rêveries politiques ("Sogni politici"), seguito nel 1834 da Considérations politiques et militaires sur la Suisse ("Considerazioni politiche e militari sulla Svizzera") e nel 1839 da Les Idées napoléoniennes ("Idee napoleoniche") che, pubblicato in tre edizioni, costituisce una delle fonti principali del bonapartismo, tra cui la massima «Una monarchia che procura i vantaggi della Repubblica senza gli inconvenienti [...] , un regime forte, senza dispotismo, libero, senza anarchia, indipendente, senza conquista».

### Dal tentativo di colpo di Stato (1836) all'esilio a Londra (1838)
(Frase attribuita a Luigi Napoleone)

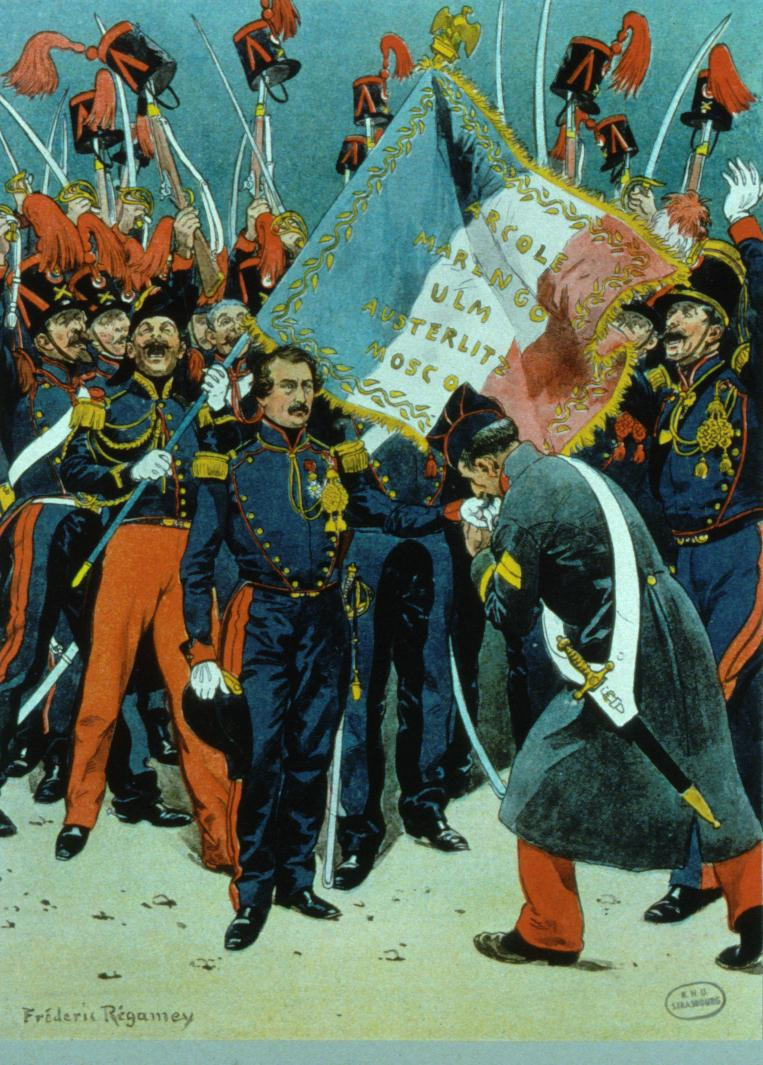
Luigi Napoleone dà inizio al colpo di Stato nel 1836

Durante il soggiorno a Parigi, il giovane Luigi Napoleone aveva osservato l'entusiasmo popolare per il defunto zio, Napoleone I; da ciò aveva tratto il convincimento che il popolo, come durante i Cento giorni, si sarebbe ribellato al regime costituito per unirsi ai Bonaparte e per questo motivo iniziò a pianificare un colpo di Stato contro il re, Luigi Filippo.
Secondo i suoi progetti, la rivolta avrebbe dovuto scoppiare a Strasburgo, dove Luigi Napoleone, ottenuta la lealtà di un colonnello d'artiglieria della guarnigione, il 29 ottobre del 1836 sollevò un reggimento, prese il controllo della prefettura e fece arrestare il prefetto. Tuttavia, il generale in comando riuscì a fuggire e a chiamare i rinforzi che, circondati i ribelli, costrinsero alla resa gli ammutinati (sarebbero poi stati assolti delle accuse), mentre Luigi Napoleone veniva arrestato. La famiglia del giovane principe condannò la sua operazione e la madre pregò Luigi Filippo di consentire che il figlio lasciasse la Francia. Il re, convincendo il suo governo, fece condurre il principe a Lorient dove, munito di una somma di denaro, venne imbarcato su una fregata il 21 novembre 1836 con destinazione Stati Uniti, dove venne sbarcato il 30 marzo 1837, dopo una sosta per rifornimenti in Brasile durante la quale restò confinato nella sua cabina.
Si trasferì quindi in un albergo di New York, incontrò l'élite della società americana e lo scrittore Washington Irving. Tuttavia, durante il viaggio negli Stati Uniti, Luigi Napoleone ricevette la notizia che la salute della madre declinava rapidamente e, pertanto, si affrettò a tornare in Svizzera clandestinamente; raggiunse Arenenberg appena in tempo per vedere la madre spirare il 5 ottobre 1837; fu sepolta nella Reuil, in Francia, vicino a Josephine, l'11 gennaio 1838, ma Luigi Napoleone non poté partecipare ai funerali, perché non era gradito in Francia.
Luigi Filippo, non gradendo il suo ritorno dall'esilio, richiese nel 1838 al governo svizzero l'estradizione di Luigi Napoleone in Francia, ma la Svizzera, sottolineando la cittadinanza elvetica, rifiutò. Poco dopo, i Francesi, spalleggiati anche dagli Austriaci, minacciarono di inviare un esercito, ma Luigi Napoleone, volontariamente, lasciò il paese, non volendo far scoppiare una guerra per causa sua.
Ereditato il cospicuo patrimonio della madre, Luigi Napoleone decise di installarsi, nell'ottobre del 1838, a Londra; in città incontrò i leader politici e scientifici del momento, tra cui Benjamin Disraeli e Michael Faraday, fece numerose ricerche sulla economia inglese ed era solito passeggiare per Hyde Park.

### Secondo tentativo di colpo di Stato (1840)
Sebbene vivesse negli agi di Londra, Luigi Napoleone non aveva rinunciato al sogno di tornare in Francia per compiere il suo destino: infatti, nell'estate del 1840, comprò armi e uniformi, raccolse un contingente di circa sessanta uomini armati, noleggiò una nave, chiamata Edinburgh Castle, e il 6 agosto 1840 raggiunse il porto di Boulogne. Tuttavia i rivoltosi furono fermati dagli agenti doganali, i soldati della guarnigione rifiutarono di aderire e gli stessi rivoltosi furono circondati sulla spiaggia: uno fu ucciso e gli altri arrestati, mentre sia la stampa britannica, sia quella francese, coprirono di ridicolo Luigi Napoleone e il suo colpo di Stato.
Arrestato, Luigi Napoleone fu tradotto alla fortezza di Ham, ove il 7 ottobre del 1840 fu registrato come nuovo prigioniero con le seguenti generalità: «Età: 32 anni; altezza: un metro e sessantasei; capelli e sopracciglia: castani; occhi: grigi e piccoli; naso: largo; bocca: ordinaria; barba: marrone; mento: pronunciato; viso: ovale; carnagione: pallida; testa affondata nelle spalle, larghe spalle; labbra: sottili». In questo periodo, inoltre, mantenne un'amante, una giovane donna di nome Éléonore Vergeot della vicina città, che diede i natali a due dei suoi figli.
In prigione scrisse poesie, saggi politici e articoli sui temi più disparati; contribuì con articoli su giornali e riviste in tutta la Francia, ottenendo una certa notorietà; il suo libro più noto fu L'estinzione della povertà (1844), un saggio sulle cause della povertà della classe operaia francese, con proposte per eliminarla. Propose, inoltre, la creazione di un sistema bancario e di risparmio popolare e di creare vere e proprie colonie agricole allo scopo di dare sollievo alla popolazione più povera; grazie a tali opere, divenne noto presso il pubblico e contribuì a creare un'immagine di persona vicina agli interessi dei ceti più umili.
Nonostante l'impegno, restava infelice e impaziente, specie quando, il 15 dicembre 1840, non poté assistere al ritorno a Parigi della salma di Napoleone I. Il 25 maggio 1846, con l'assistenza del suo medico e di altri complici, si travestì da operaio ed evase dal carcere; prese una carrozza e poi una nave che lo portò in Inghilterra. Un mese dopo la sua fuga, il padre Luigi morì, rendendo Luigi Napoleone l'erede incontestato della dinastia Bonaparte. 

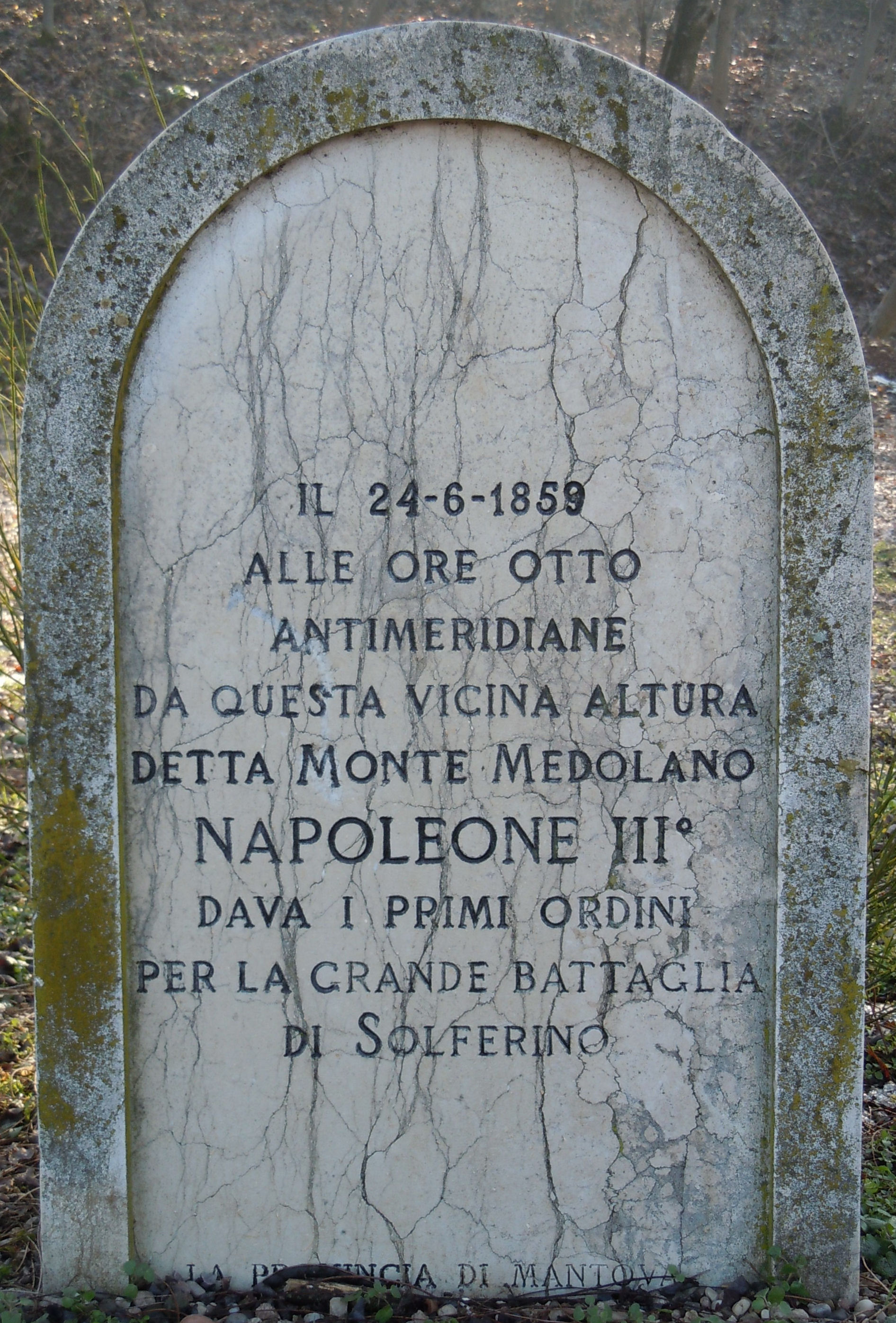
Monte Medolano, lapide commemorativa

Ritornato a Londra, riprese rapidamente il suo posto nell'alta società inglese: viveva in King Street a St James, frequentava il teatro ed era solito andare a caccia; rinnovò la sua conoscenza con Benjamin Disraeli, incontrò Charles Dickens e tornò ai suoi studi presso il British Museum. In questo periodo ebbe una relazione con l'attrice Rachel, una delle più famose interpreti del teatro francese del periodo, e anche con la ricca ereditiera Harriet Howard (1823-1865). Aveva conosciuto la Howard nel 1846, poco dopo il suo ritorno in Inghilterra e presto cominciò una lunga convivenza; da lei ebbe due figli illegittimi, oltre a cospicui finanziamenti per i suoi progetti politici.

### Rivoluzione del 1848

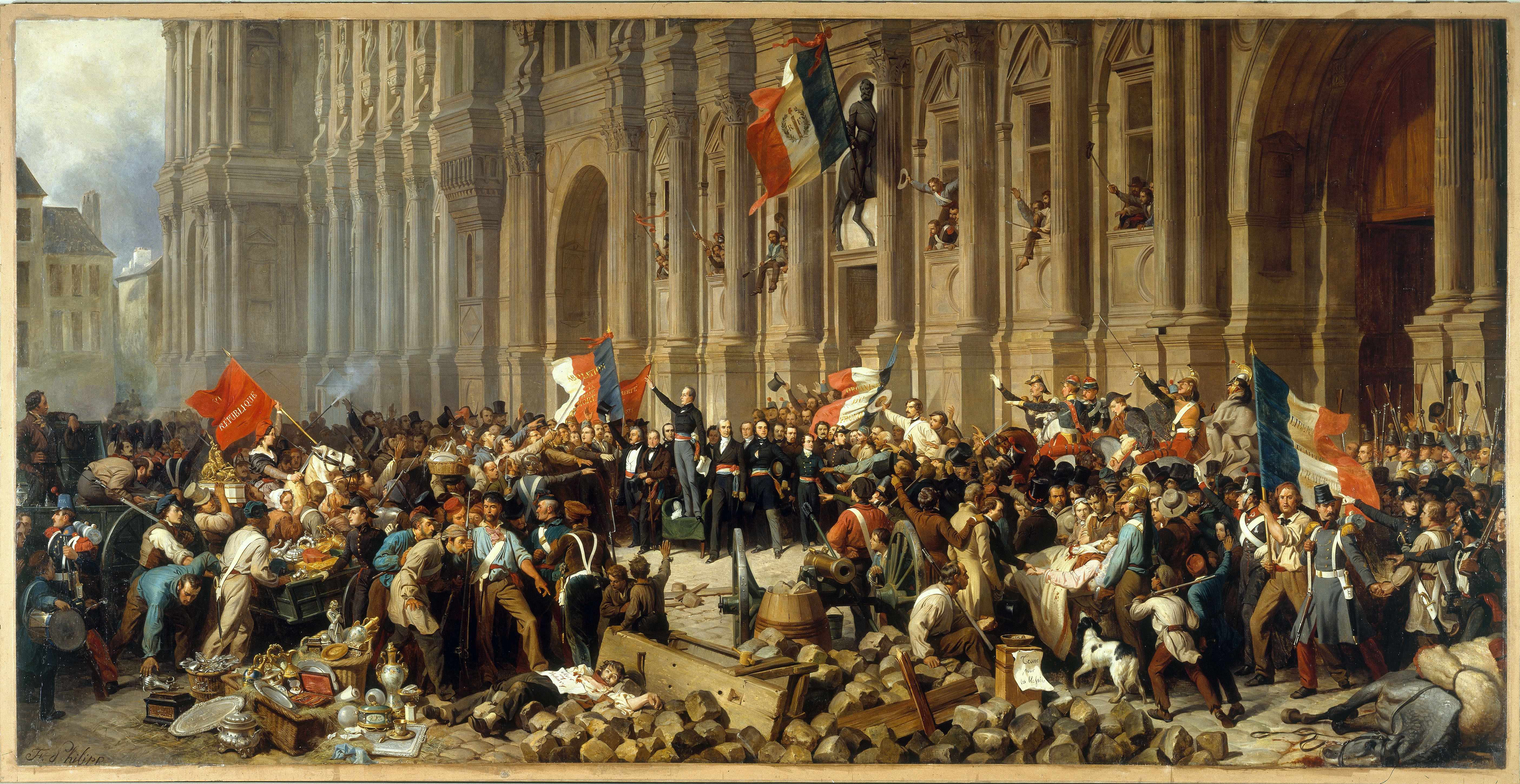
La rivoluzione del febbraio 1848, che forzò re Luigi Filippo ad abdicare, aprì le porte per il ritorno in Francia di Luigi Napoleone

Nel febbraio del 1848 Luigi Napoleone apprese la notizia che lo scoppio di una nuova rivoluzione aveva costretto ad abdicare re Luigi Filippo, incapace di fronteggiare un vasto dissenso tra la popolazione e l'esercito.
Deciso a cogliere l'occasione, Luigi Napoleone lasciò Londra e tornò in Francia, giungendo a Parigi poco dopo la proclamazione della Seconda Repubblica e la nascita di un governo provvisorio, guidato dal poeta Alphonse de Lamartine, ma fragile.
Subito, scrisse a Lamartine per annunciare il suo arrivo, dichiarando di non aver altra ambizione oltre a quella di servire la nazione, ma Lamartine declinò l'invito e fece pressioni affinché Luigi Napoleone lasciasse provvisoriamente Parigi fino alle elezioni per l'Assemblea nazionale; pertanto, sebbene alcuni suoi collaboratori lo invitassero a prendere il potere con la forza, Luigi Napoleone preferì tornare a Londra il 2 marzo e osservare gli eventi.
Alle elezioni parlamentari, tenutesi nell'aprile del 1848, decise di non candidarsi e rimase in disparte, osservando il successo di tre membri della famiglia Bonaparte, Girolamo Napoleone, Pietro Napoleone e Napoleone Luciano Murat.
Si candidò, invece, all'Assemblea nazionale costituente (4 giugno) e vinse in quattro diversi dipartimenti. A Parigi fu tra i cinque candidati più votati, subito dopo il leader conservatore Adolphe Thiers e Victor Hugo, ottenendo vasti consensi tra i contadini e la classe operaia, grazie anche alla forte diffusione del pamphlet L'estinzione della povertà.
Timorosi di questo successo, i leader conservatori del governo provvisorio, Lamartine e Cavaignac, considerarono l'arresto per attività sovversive rivoluzionarie, ma Luigi Napoleone li spiazzò scrivendo che avrebbe rinunciato al seggio e lasciato la capitale. La decisione, infatti, aveva lo scopo di rimuovere la sua presenza e così evitare una sommossa dei nemici della Repubblica.
Il 23 giugno scoppiò, su iniziativa dell'estrema sinistra, l'Insurrezione di giugno e Parigi fu costellata da centinaia di barricate: il generale Cavaignac, ministro della difesa, prima ritirò le sue truppe dalla capitale, poi, ottenuti rinforzi, ingaggiò violenti scontri per le strade dei quartieri popolari della città, stroncando definitivamente ogni moto insurrezionale; la rivolta durò due giorni e si stima che portò alla morte di 5 000 insorti, mentre altri 19 000 subirono l'arresto o la deportazione nelle colonie.
L'assenza da Parigi permise a Luigi Napoleone di essere considerato dall'opinione pubblica come persona estranea sia alla rivolta sia alla repressione; da Londra annunziò la propria ricandidatura (in ben 13 dipartimenti) alle elezioni legislative intermedie del 17-18 settembre 1848: vinse in cinque dipartimenti e a Parigi ottenne oltre 110 000 voti su 247 000, risultando il candidato più votato. Tornato a Parigi il 24 settembre, accettò il seggio e prese il suo posto all'Assemblea nazionale.

### Ascesa al potere

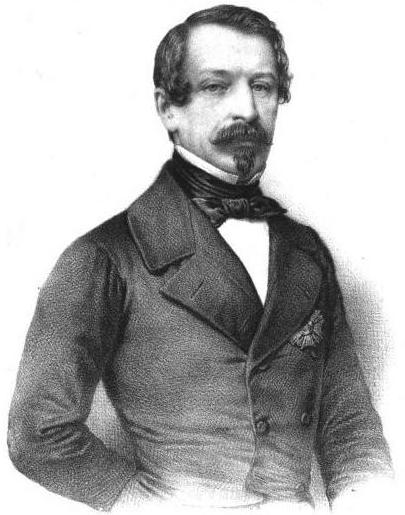
Luigi Napoleone al tempo della candidatura a Presidente della Repubblica

Nello stesso mese di settembre, la commissione (tra i suoi componenti vi era anche Alexis de Tocqueville) aveva terminato di redigere una nuova costituzione, caratterizzata dalla presenza di un esecutivo forte e di un presidente eletto per quattro anni con voto popolare mediante suffragio universale maschile (prima volta in Francia). Contestualmente, furono fissate per il 10 e l'11 dicembre le elezioni per la carica di Presidente della Repubblica.
Luigi Napoleone annunziò prontamente la sua candidatura alle elezioni presidenziali, affrontando la concorrenza di altri quattro candidati: il generale Louis Eugène Cavaignac, ministro della Difesa a capo delle soppressioni delle rivolte di giugno a Parigi; Lamartine, poeta-filosofo e capo del governo provvisorio; Alexandre Ledru-Rollin, leader dei socialisti; e François Vincent Raspail, leader dell'ala sinistra dei socialisti.
Per la campagna elettorale, Luigi Napoleone stabilì il suo quartier generale presso l'Hôtel du Rhin in Place Vendôme, accompagnato dalla sua amica, Harriet Howard, che gli aveva dato un grande prestito per finanziare la sua campagna. Partecipava raramente ai voti e alle sessioni dell'Assemblea nazionale, né tanto meno poteva essere considerato un oratore di talento: parlava lentamente, con voce monotona e con un lieve accento tedesco, dovuto alla sua formazione svizzera. Pertanto, i suoi avversari lo deridevano, affermando che fosse "un tacchino che si crede un'aquila".
Nel corso della campagna elettorale fece appello sia a istanze conservatrici, sia a istanze riformiste: nel suo manifesto elettorale riaffermò il suo sostegno per la "religione, la famiglia, la proprietà", considerate come "la base eterna di ogni ordine sociale" ma, al contempo, annunciò che avrebbe attuato piani per favorire l'occupazione, garantito pensioni di vecchiaia ai lavoratori e introdotto riforme adeguate che, senza rovinare i ricchi, avrebbero garantito il benessere di tutti.
I suoi agenti in campagna, molti dei quali veterani dell'esercito di Napoleone Bonaparte, riuscirono a garantire un forte supporto da tutto il paese; inoltre ottenne l'appoggio, sia pure riluttante, del leader conservatore Adolphe Thiers ("di tutti i candidati, il meno peggio") e anche il sostegno de L'événement, il quotidiano di Victor Hugo. In ogni caso, il suo avversario principale, il generale Cavaignac, era convinto che, anche arrivando primo, Luigi Napoleone non avrebbe mai ottenuto oltre il cinquanta per cento dei voti; tale situazione avrebbe comportato la scelta di uno tra i due candidati più votati da parte dell'Assemblea nazionale, dove Cavaignac aveva maggiori consensi.
Le elezioni si tennero il 10-11 dicembre e i risultati furono annunciati il 20 dicembre successivo. Sebbene fosse stato previsto un maggior consenso per Luigi Napoleone, la dimensione della sua vittoria sorprese quasi tutti: ottenne, infatti, 5 572 834 voti, pari al 74,2% dei voti espressi, a fronte di 1 469 156 voti per Cavaignac, mentre il socialista Ledru-Rollin ricevette 376 834 voti, il candidato di estrema sinistra Raspail 37 106 voti e il poeta Lamartine 17 000 voti. Luigi Napoleone ottenne il sostegno di ogni ceto: contadini scontenti per l'aumento dei prezzi, lavoratori disoccupati, piccoli imprenditori che volevano prosperità e ordine e anche intellettuali come Victor Hugo; ottenne il 55,6% dei voti di tutti gli elettori iscritti e arrivò primo in tutti i dipartimenti, eccetto quattro.

### Presidente della Repubblica (1848-1852)
Appena eletto, Luigi Napoleone trasferì la sua residenza nel Palazzo dell'Eliseo e, non curandosi della raccomandazione di Adolphe Thiers di restare fedele alla semplicità democratica, appese nel boudoir un ritratto della madre e, nel salone, uno dell'incoronazione di Napoleone Bonaparte, mentre per sé preferì indossare la divisa da generale della guardia repubblicana e assumere il titolo di "Principe-presidente".
In politica estera Luigi Napoleone inaugurò la propria presidenza, lui che da giovane si era unito alla rivolta patriottica contro gli austriaci, sostenendo la spedizione francese, già approvata dal precedente governo, volta a restaurare l'autorità temporale del papa Pio IX. Quest'ultimo era stato deposto dalla Repubblica Romana, che aveva come principale capo politico Giuseppe Mazzini e Garibaldi come capo militare.
Le truppe francesi, sbarcate a Civitavecchia, avanzarono fino a Roma, dove ingaggiarono violenti scontri con le truppe di Garibaldi; tale atto, non concordato con i ministri, attirò vasti consensi dal mondo cattolico ma, al contempo, fece infuriare i repubblicani più radicali. Ciò costrinse il presidente ad attuare una politica di compromesso e mediazione: per garantirsi il sostegno dei cattolici, approvò la legge Falloux, conferendo un ruolo maggiore alla Chiesa all'interno del sistema educativo francese; al contempo, per non perdere il sostegno da sinistra, fece forti pressioni sul papa affinché attuasse riforme e concedesse un'amnistia ai seguaci della repubblica.
Il 13-14 maggio del 1849, le nuove elezioni all'Assemblea nazionale furono ampiamente vinte da una coalizione di repubblicani conservatori e cattolici filo-monarchici, unita nel "Partito dell'Ordine" di Adolphe Thiers; i repubblicani radicali, socialdemocratici e socialisti, guidati da Alexandre Ledru-Rollin e François Vincent Raspail, ottennero 200 seggi; i repubblicani moderati, principale sostegno del presidente, presero solo 70 seggi; in altri termini, il parlamento era controllato da una salda maggioranza conservatrice che avrebbe potuto bloccare ogni iniziativa del presidente.
L'11 giugno 1849 socialisti e repubblicani radicali tentarono di prendere il potere militarmente: Ledru-Rollin, dal suo quartier generale nel Conservatorio di Arti e Mestieri, reclamò la messa in stato d'accusa del presidente e cercò di istigare una sollevazione generale; furono erette alcune barricate, ma il presidente agì rapidamente, dichiarando lo stato d'assedio, facendo circondare il quartier generale della rivolta e infine arrestando tutti i capi della stessa, tra cui Raspail, mentre Ledru-Rollin fuggiva in Inghilterra.
Repressa la rivolta, i deputati repubblicani socialisti furono dichiarati decaduti dall'Assemblea, mentre Thiers propose un disegno di legge che, ponendo il requisito della residenza di tre anni, avrebbe escluso dal diritto di voto 3,5 su 9 milioni di votanti ("la moltitudine vile, come fu definita").
Sebbene la nuova legge elettorale fosse stata approvata nel maggio del 1850 con 433 voti favorevoli e 241 contrari, Luigi Napoleone si oppose alla ratifica e, assicurandosi l'appoggio dell'esercito e di parte della popolazione, richiese che vi fossero apportati emendamenti correttivi; tale iniziativa, tuttavia, fu bocciata dall'Assemblea nazionale con 355 voti contrari e 348 favorevoli.
Secondo la costituzione del 1848, Luigi Napoleone si sarebbe dovuto dimettere alla scadenza del mandato, ma egli, sostenendo che quattro anni non erano stati sufficienti ad attuare il proprio programma politico ed economico, fece un tour per tutto il paese e guadagnò il sostegno di molti governi regionali e deputati al fine di poter ottenere la possibilità di concorrere a un secondo mandato. Tale proposta ottenne 446 voti favorevoli e 278 contrari nel luglio del 1851, mancando di poco la maggioranza dei due terzi necessaria per modificare la costituzione, e così fu rigettata.

#### Colpo di Stato
Fallito il tentativo di consolidare il proprio potere mediante la riforma costituzionale, Luigi Napoleone decise di preparare un colpo di Stato: coadiuvato dal fratellastro Charles Auguste e dai suoi consiglieri, si assicurò l'appoggio del generale Jacques Leroy de Saint-Arnaud, comandante delle forze francesi in Algeria, e di altri ufficiali, al fine di ottenere il supporto dell'esercito.
Nella notte del 2 dicembre, anniversario della battaglia di Austerlitz e dell'incoronazione di Napoleone a imperatore, i soldati di Saint-Arnaud occuparono, senza colpo ferire, l'ufficio nazionale della stampa, il Palazzo Borbone, le redazioni dei giornali e i punti strategici della città; al mattino, tutta Parigi fu tappezzata di manifesti che annunziavano lo scioglimento dell'Assemblea nazionale, il ripristino del suffragio universale, la convocazione di nuove elezioni e la proclamazione dello stato d'assedio. Poche furono le proteste: 16 deputati furono immediatamente arrestati nella notte, altri 220, quelli appartenenti alla destra moderata che si erano raccolti al municipio del decimo arrondissement, subirono lo stesso destino dei primi.
Il 3 dicembre Victor Hugo e pochi altri repubblicani cercarono di organizzare un'insurrezione: furono erette alcune barricate, ma gli insorti, poche migliaia, non furono in grado di reggere la controffensiva degli oltre 30 000 soldati mobilitati e subirono oltre 400 morti; altre città seguirono l'esempio di Parigi, ma non ebbero miglior fortuna e, in sintesi, entro il 10 dicembre ogni tumulto fu schiacciato. Poco dopo, l'11 dicembre, Hugo, antico sostenitore dello stesso Napoleone, decise di recarsi in esilio a Bruxelles e per oltre vent'anni rifiutò di fare ritorno in Francia.
Dopo il colpo di Stato, Luigi Napoleone intraprese una capillare opera di repressione di ogni dissenso, ordinando l'arresto di oltre 26 000 persone (4 000 solo a Parigi): 239 detenuti, considerati i più pericolosi, furono trasferiti alla colonia penale di Caienna, 9 539 in Algeria, 1 500 furono esiliati e infine 3 000 posti agli arresti domiciliari; dopo alcuni mesi, tuttavia, una commissione speciale liberò 3 000 detenuti, ma solo nel 1859 gli ultimi 1 800 prigionieri o esiliati ricevettero l'amnistia (tranne il leader repubblicano Ledru-Rollin, che fu invitato a lasciare la Francia).
In ogni caso, per garantirsi comunque una forma di investitura popolare, il 20-21 dicembre i cittadini furono invitati a votare, con un plebiscito, se approvassero o meno il colpo di Stato; il responso delle urne, sebbene con forti condizionamenti (non furono pochi i sindaci che minacciarono di pubblicare i nomi degli astenuti), fu schiacciante: 7 439 216 sì, 641 737 no; l'astensione fu di 1,7 milioni di votanti.

#### Crepuscolo della Repubblica

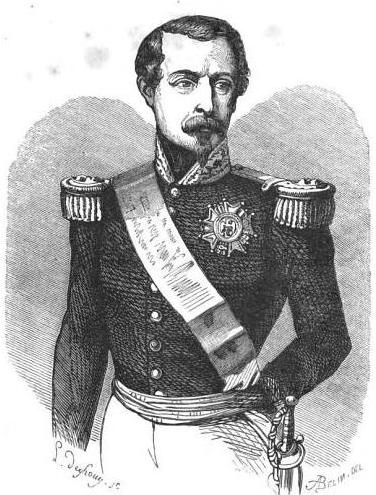
Il Principe-presidente nel 1852, dopo il colpo di Stato

All'inizio del 1852 Luigi Napoleone incaricò una commissione di 80 giuristi di preparare una nuova costituzione che gli attribuiva la rielezione a presidente, la possibilità di concorrere per altri mandati decennali (senza alcun limite), il potere di dichiarare guerra, firmare trattati, formare alleanze e promuovere disegni di legge; la carta, inoltre, ripristinava il suffragio universale e l'Assemblea nazionale, la cui autorità fu però ridimensionata.
In seguito, per meglio controllare il dissenso, Luigi Napoleone sequestrò le proprietà che erano state del re Luigi Filippo, ridusse il ruolo della Guardia Nazionale (molti dei suoi membri si erano uniti alle proteste contro il colpo di Stato), impose ai pubblici funzionari l'obbligo di indossare la divisa nelle circostanze ufficiali e infine attribuì al ministro della pubblica istruzione il potere di rivedere il contenuto dei corsi universitari, nonché di licenziare quei professori che non avessero dato prova di fedeltà al regime.
Il 17 febbraio del 1852, inoltre, un decreto presidenziale impose una stretta censura sulla stampa, proibendo ogni pubblicazione politica senza il preventivo assenso del governo, aumentando le pene pecuniarie e inasprendo i reati di opinione, al punto che un giornale poteva essere colpito dalla sospensione temporanea o permanente delle pubblicazioni dopo appena tre diffide.
Infine, il 29 febbraio, si svolsero le elezioni per il rinnovo della Assemblea nazionale: di otto milioni di aventi diritto, 5 200 000 voti andarono ai candidati ufficiali (ampiamente sovvenzionati con danaro pubblico), 800 000 ai candidati dell'opposizione; circa un terzo degli aventi diritto al voto si astenne; in tutto, i candidati governativi ottennero 253 seggi, 7 i monarchici e appena 3 i repubblicani.
Non pago dei nuovi poteri attribuitigli, Luigi Napoleone decise di organizzare un tour per tutta la nazione al fine di consolidare la propria autorità e, infine, trasformare la repubblica in Secondo Impero: a Marsiglia pose la prima pietra per una nuova cattedrale ed istituì una borsa e una camera di commercio e a Bordeaux, il 9 ottobre del 1852, per la prima volta rese evidente l'intenzione di restaurare l'impero.
Di ritorno a Parigi, Luigi Napoleone fu accolto da manifestazioni e scritte, più o meno spontanee, "Per Napoleone III, imperatore"; poco dopo un senato-consulto ristabilì la dignità imperiale e il 21-22 novembre un secondo plebiscito sancì il seguente responso: 7 824 129 voti favorevoli all'impero, contrari 253 159 (due milioni gli astenuti).

### Imperatore

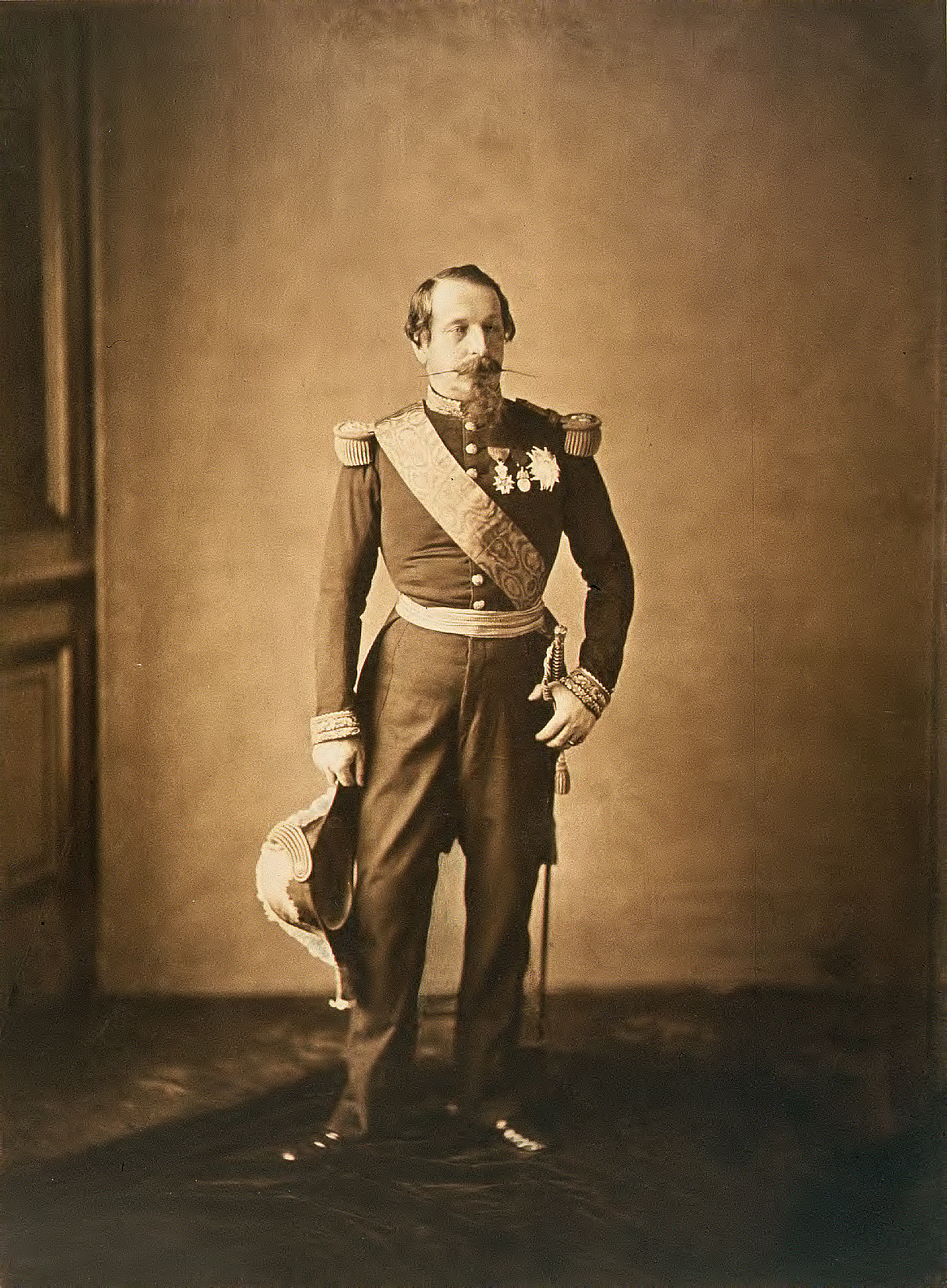
Napoleone III, imperatore dei Francesi fotografato dalla Mayer & Pierson nel 1860 circa

Il 2 dicembre del medesimo anno, nello stesso giorno dell'incoronazione di Napoleone I, la Seconda Repubblica fu dichiarata ufficialmente conclusa: nasceva così il Secondo Impero francese. Il principe-presidente Luigi Napoleone assunse il titolo di Napoleone III, mentre la carta costituzionale del 1852 fu lasciata in vigore: semplicemente la parola "Presidente" fu sostituita da quella di "Imperatore dei Francesi".

#### Politica economica
Una delle prime priorità di Napoleone III fu la modernizzazione dell'economia francese, piuttosto arretrata rispetto a quella del Regno Unito o di alcuni stati tedeschi come la Prussia, secondo un impianto "dirigistico" che vedeva nello Stato il motore benevolo per l'intero organismo sociale tramite la costruzione di infrastrutture e garantendo un'efficiente istruzione.
Tale impianto dirigistico, inoltre, secondo le idee dell'imperatore, si doveva combinare a una politica liberista, dal momento che solo l'apertura dei mercati, stimolando la concorrenza, avrebbe costretto i privati a investire capitali per ottenere una maggiore efficienza del processo produttivo.
Tale programma, sebbene osteggiato dalla parte più conservatrice del mondo produttivo, venne reso operativo nel 1860, quando l'imperatore decise di inviare a Londra il suo principale consigliere economico, Michel Chevalier, al fine di negoziare una graduale riduzione dei dazi doganali; il trattato, siglato in segreto il 23 gennaio del 1860, causò lo scontento di oltre 400 imprenditori che protestarono duramente a Parigi, ma Napoleone rifiutò di considerare un'attenuazione dei provvedimenti: prima furono abbassati i dazi per i prodotti manifatturieri in acciaio e in seguito quelli per il grano e altre risorse agricole. Nel complesso, la riduzione delle tariffe doganali costituì un forte impulso al rinnovamento del sistema produttivo e presto l'imperatore negoziò simili trattati commerciali anche con il Belgio, i Paesi Bassi e altre nazioni.
Va poi aggiunto che il periodo storico ben si prestava all'espansione economica: infatti, la "corsa all'oro" in California e in Australia aveva stimolato una moderata inflazione europea, mentre al contempo la Francia beneficiava di una forte crescita demografica (dovuta al fatto che avevano raggiunto la maggiore età coloro i quali erano nati durante il "boom delle nascite" avvenuto nel corso della Restaurazione).
Di tale crescita economica, sensibile a partire dal 1852, è segno la nascita di numerosi istituti di credito: in questo periodo, infatti, nacque il Crédit mobilier, specializzato nella concessione di prestiti e obbligazioni sia ai privati, sia al governo; poi, nel 1863, fu fondato il Crédit Lyonnais e, infine, la Société Generale nel 1864.
Agli inizi dell'Impero, la rete ferroviaria francese contava appena 3 500 chilometri di linea, a fronte dei 10 000 chilometri in Inghilterra e degli 800 chilometri in Belgio, un paese venti volte più piccolo della Francia. Napoleone III, ritenendo che lo sviluppo ferroviario fosse necessario per garantire la crescita economica, sin dal 1852 fece avviare un progetto che unisse tutte le linee, diverse e separate, dirette verso Parigi; in seguito, per stimolare l'iniziativa privata, il governo fornì garanzie per i prestiti contratti dalle compagnie private ed esortò le singole società ferroviarie a fondersi tra loro (tanto che, se nel 1848 in Francia operavano ben 18 compagnie ferroviarie, nel 1870 il numero era calato a 6). Tali misure ebbero certamente un notevole successo, se si considera che, nel 1870, la Francia aveva oltre 20 000 chilometri di linee ferroviarie che, garantendo i collegamenti verso i porti e i sistemi ferroviari dei paesi vicini, permettevano il trasporto di più di cento milioni di passeggeri l'anno, oltre che di innumerevoli merci e risorse.
Oltre alla rete ferroviaria, il governo riservò notevoli attenzione anche alla marina mercantile: furono ampliati i porti di Marsiglia e Le Havre; poi, grazie a forti sovvenzioni pubbliche, il tonnellaggio delle navi a vapore fu triplicato, tanto che, nel 1870, la flotta francese era seconda solo a quella inglese; infine, non va trascurato che l'appoggio di Napoleone III fu essenziale per garantire il buon esito della costruzione del Canale di Suez, la cui costruzione fu finanziata da azioni immesse sul mercato azionario di Parigi e fu diretta da un ex-diplomatico francese, Ferdinand de Lesseps.
Per quanto riguarda il commercio, esso ricevette notevole stimolo non solo dal miglioramento delle infrastrutture, ma anche dalla ricostruzione del centro storico di Parigi: infatti, già nel 1852, fu aperto il Bon Marché, il primo grande emporio commerciale; presto il suo fatturato si espanse da 450 000 franchi a oltre 28 milioni annui, permettendo al suo fondatore, Aristide Boucicault, di commissionare un secondo edificio in vetro e ferro, disegnato da Louis-Charles Boileau e Gustave Eiffel, prototipo del centro commerciale odierno. Sull'esempio del Bon Marché furono aperti altri magazzini commerciali: Printemps nel 1865 e La Samaritaine nel 1870, generando un modello economico che presto sarebbe stato largamente imitato.
Oltre ai centri commerciali, in questo periodo, sorsero anche le prime biblioteche pubbliche, mentre Louis Hachette aprì le prime librerie nelle stazioni ferroviarie, garantendo una più ampia circolazione dei libri per tutta la Francia
Gli esiti di questo profondo programma economico non si fecero attendere: durante l'Impero, la produzione industriale francese aumentò del 73% (con una crescita seconda solo a quella inglese); dal 1850 al 1857, l'economia crebbe a un ritmo del 5% annuo, mentre le esportazioni crebbero del 60% tra il 1855 e il 1870.
Anche l'agricoltura fece numerosi progressi: infatti, la creazione di scuole pubbliche specializzate permise la diffusione di nuove tecniche di coltivazione, mentre le ferrovie garantirono un maggiore scambio di prodotti; come risultato, durante l'Impero, la produzione crebbe del 60%, nonostante la percentuale di popolazione dedita all'agricoltura calasse dal 61% del 1851 al 54% del 1870; il progresso fu tale che l'ultima carestia, registrata sul suolo francese, è datata al 1855 (escludendo la penuria di viveri durante la seconda guerra mondiale).
In ogni caso, lo sviluppo economico non interessò l'intera popolazione: difatti, sebbene il salario medio fosse cresciuto del 45%, questo appena faceva fronte all'aumento dell'inflazione e ciò impediva a larga parte del ceto operaio e contadino di risparmiare o aprire un conto corrente bancario, il cui aumento, da 742 889 nel 1852 a 2 079 141 nel 1870, fu principalmente dovuto alla crescita di un ceto medio di impiegati e piccolo-borghesi.

#### Politica interna

Stendardo imperiale di Napoleone III

Un importante evento durante il suo regno fu la ricostruzione di Parigi. Parte del progetto fu guidato dall'idea di rendere più difficili eventuali future azioni rivoluzionarie: ampie zone della città vennero rase al suolo e le stradine medievali lasciarono il posto ai grandi boulevard, con l'intento di creare ampi spazi d'azione ai cannoni all'interno della città ed evitare le barricate erette durante la Rivoluzione francese, durante la rivoluzione di luglio del 1830 e durante i moti del 1848 che portarono alla fine della Monarchia di luglio. La ricostruzione della città fu affidata al barone Haussmann (1809-1891), che fu prefetto del dipartimento della Senna (1853-1870)
Nel 1852 iniziò l'invio di prigionieri politici e criminali comuni verso colonie penali tristemente famose, quali l'Isola del Diavolo (nella Guyana francese) o, per i crimini meno gravi, nella Nuova Caledonia. Il 28 aprile 1855 Napoleone III e l'imperatrice Eugenia sopravvissero a un tentativo di assassinio agli Champs-Élysées da parte del patriota italiano Giovanni Pianori, un repubblicano che voleva vendicare il fallimento della Repubblica Romana. Un altro italiano, Felice Orsini, tentò invano di ucciderlo il 14 gennaio 1858 insieme con l'imperatrice al loro ingresso nell'Académie Royale de Musique di Parigi, al grido di "Ricordati dell'Italia!". Con ogni probabilità, questo secondo attentato fu motivato dall'accusa di aver tradito il giuramento carbonaro di dedicare la propria vita alla causa dell'unità d'Italia. Anni dopo, anche l'anarchico Giovanni Passannante, attentatore di Umberto I, progettava, secondo alcune testimonianze, l'assassinio dell'imperatore francese, poiché lo considerava «la causa di impedimento all'attuazione della Repubblica Universale».

#### Politica estera
In politica estera, Napoleone III, sostenitore appassionato del principio di nazionalità, ebbe come obiettivo la riaffermazione del prestigio e della influenza francese in Europa e nel mondo.
In un primo momento, come dimostra il discorso tenuto a Bordeaux poco dopo l'incoronazione, proclamò che "L'Impero significa Pace" e che pertanto non avrebbe attaccato militarmente altre potenze ma, in ogni caso, avvertì che non avrebbe tollerato alcun'altra potenza europea che avesse attuato mire espansionistiche nei riguardi dei vicini.

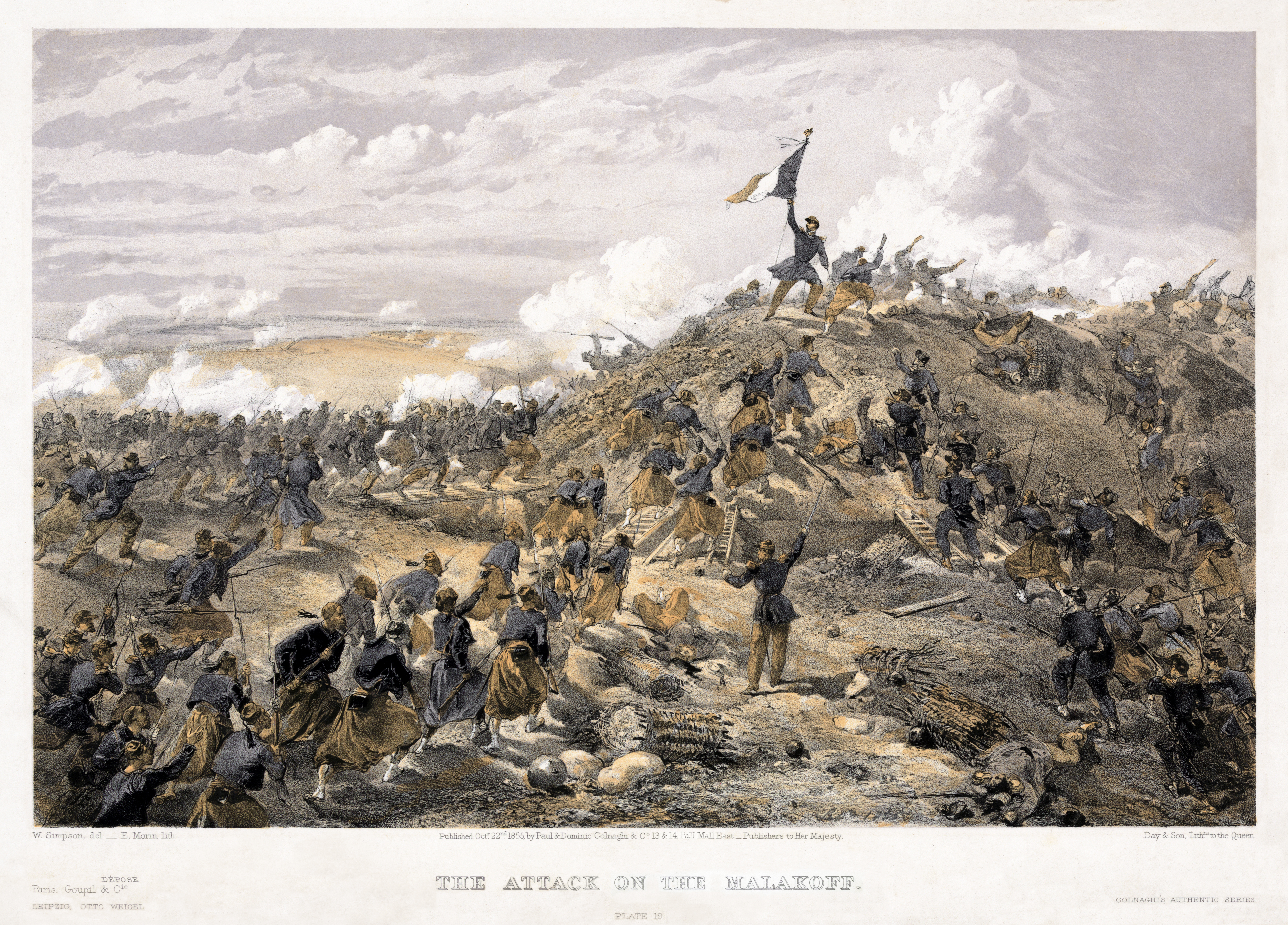
Guerra di Crimea: i francesi catturano le posizioni russe attorno alla piazzaforte di Sebastopoli

Sin dalle origini, Napoleone ritenne conveniente cercare l'alleanza e il sostegno della Gran Bretagna, paese nel quale aveva vissuto in esilio e che sarebbe potuto divenire un eccellente partner commerciale.
L'alleanza, infine, nacque nei primi mesi del 1853: in quell'anno lo zar Nicola I di Russia fece pressioni sul governo ottomano pretendendo un protettorato sui paesi cristiani dei Balcani, così come il controllo su Costantinopoli e sui Dardanelli; Francia e Gran Bretagna, allora, concordarono un'azione comune di appoggio alla Turchia e la indussero a rigettare le richieste russe; infine, quando la Russia rifiutò di sgomberare i territori occupati, Francia e Gran Bretagna dichiararono guerra.
Dopo sei mesi di preparativi, Francia e Regno Unito, il 14 settembre 1853, sbarcarono oltre 30 000 soldati francesi e 20 000 inglesi in Crimea e iniziarono ad assediare la piazzaforte di Sebastopoli; nel corso dell'assedio, gli eserciti anglo-francesi, sebbene rafforzati da ulteriori arrivi dalla madrepatria e dall'intervento del Regno di Sardegna, subirono perdite terribili a causa di forti epidemie di tifo, dissenteria e colera. La guerra continuò, con esito altalenante, per oltre un anno, finché la morte dello zar Nicola I e l'ascesa al trono di Alessandro II indussero i russi ad aprire ai negoziati che, infine, divennero necessari quando Sebastopoli, dopo 332 giorni, fu espugnata. A seguito di tale insuccesso, lo zar Alessandro II fu costretto a stipulare la Pace di Parigi (8 aprile 1856).

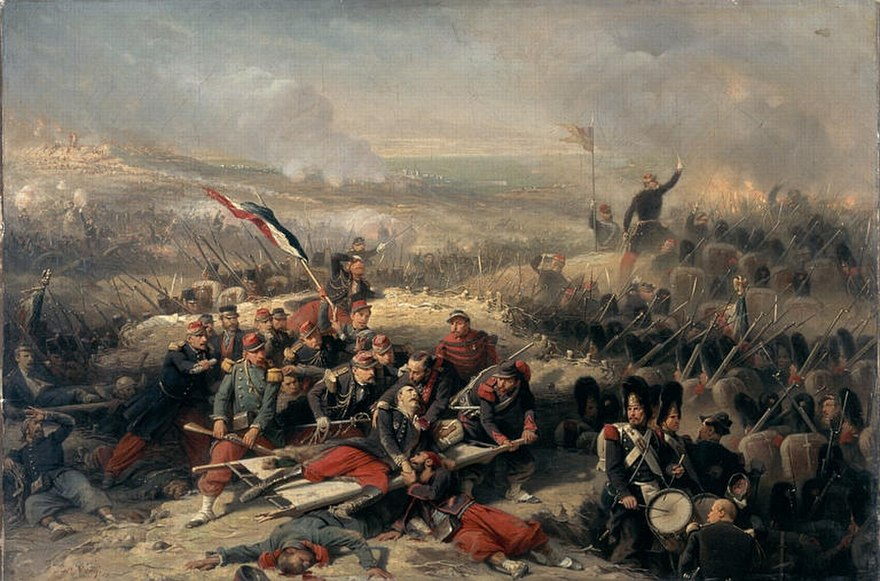
La battaglia di Malachov, 8 settembre 1855

La guerra di Crimea garantì a Napoleone III diversi vantaggi diplomatici: la riconciliazione franco-britannica (suggellata dalle visite dell'imperatore e dell'imperatrice a Londra e dalla visita della regina Vittoria a Parigi), l'attrazione della Russia nella sfera d'influenza francese e infine la caduta dell'intero sistema di alleanze erette dal cancelliere Klemens von Metternich allo scopo di frenare ogni eventuale espansione francese e di puntellare l'equilibrio raggiunto dal Congresso di Vienna nel 1815.
Tre anni dopo, il 14 gennaio 1858, l'imperatore e l'imperatrice scamparono a un attentato organizzato da un gruppo di repubblicani e diretto dall'esule nazionalista italiano Felice Orsini, secondo il quale l'eliminazione dell'imperatore e la creazione di una repubblica in Francia avrebbero in seguito giovato a un moto indipendentista italiano e permesso l'unificazione nazionale; Orsini, catturato, fu processato e giustiziato il 13 marzo del 1858, ma la sua azione avrebbe contribuito a focalizzare l'attenzione del governo francese e dello stesso Napoleone, in particolare, sulla questione italiana.
Infatti, approfittando dell'interessamento dell'imperatore, Camillo Benso, conte di Cavour, primo ministro del Regno di Sardegna, anche grazie alla mediazione della cugina, la contessa Virginia Oldoini (che era amante dell'imperatore), riuscì a ottenere sufficiente credito da ottenere un incontro segreto, nel luglio del 1858.
In tale incontro, presso Plombières, Napoleone III e Cavour convennero di unire le forze contro gli Austriaci: il Regno di Sardegna avrebbe potuto annettere la Lombardia e il Veneto, creando una confederazione italiana; la Francia avrebbe ottenuto Nizza e la Savoia.
Di conseguenza, ottenuto il supporto francese e la benevola neutralità inglese, dopo una serie di schermaglie diplomatiche, Cavour ricevette un ultimatum dall'Austria e Napoleone, fedele ai patti, firmò, il 26 gennaio 1859, un trattato di alleanza con il Piemonte e provvide a inviare 200 000 soldati in Italia.

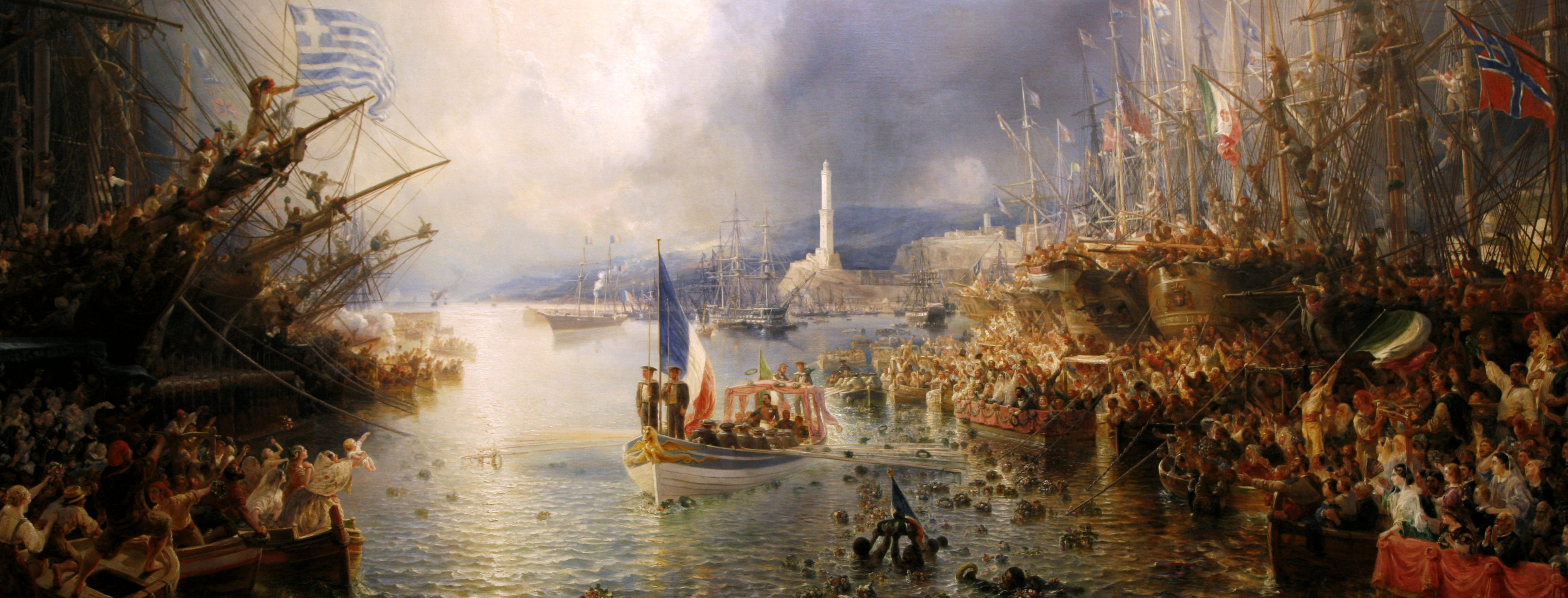
Théodore Gudin, Napoleone III visita Genova, 1859

Poco dopo, il 27 aprile 1859, troncando gli indugi, l'imperatore austriaco, Francesco Giuseppe, dichiarò guerra al Piemonte: scoppiava la Seconda guerra d'indipendenza italiana.
Napoleone III, pur privo di esperienza militare, decise di condurre l'esercito francese personalmente; giunse a Genova il 18 maggio e, approfittando dell'inazione delle forze austriache, guidate dal generale Gyulay, ricongiunse le proprie truppe con il contingente piemontese.
A giugno iniziò l'offensiva: il 4 giugno, a seguito di una lunga e sanguinosa battaglia, le truppe franco-piemontesi, grazie anche all'attacco sul fianco degli uomini del generale Mac-Mahon, conquistarono la città di Magenta, costringendo gli austriaci a ritirarsi nel Quadrilatero. Il 10 giugno, l'Imperatore e il re Vittorio Emanuele II di Sardegna, fecero il loro ingresso trionfale nella città di Milano.
Il 24 giugno fu combattuta la battaglia di Solferino e San Martino, assai più lunga e sanguinosa di Magenta: infatti, solo dopo una lunga serie di assalti all'arma bianca, le truppe francesi a Solferino e quelle piemontesi a San Martino riuscirono a costringere alla ritirata le forze austriache; le perdite ammontarono a oltre quarantamila uomini, di cui 17 500 francesi.
L'Imperatore, inorridito dal massacro, decise di firmare un armistizio con gli austriaci al quale seguì la Pace di Zurigo del 10 novembre 1859 e gli accordi successivi con il Regno di Sardegna che riconobbero a Napoleone Nizza e Savoia.

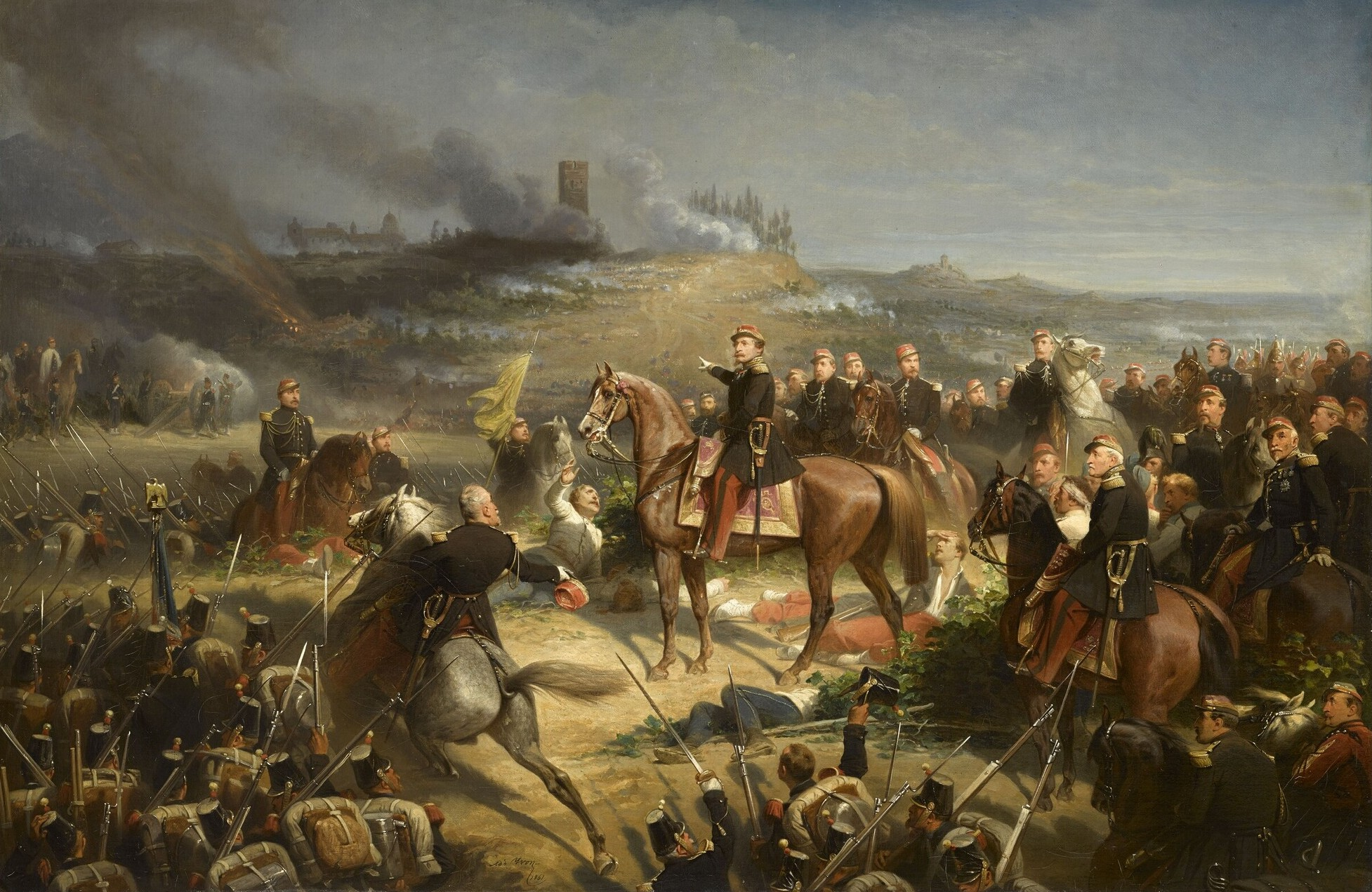
Napoleone III alla battaglia di Solferino

Nonostante il trattato di pace, il processo di unificazione italiana continuò anche senza l'appoggio di Napoleone III: infatti, a seguito di rivolte nel centro Italia, il Piemonte fu in grado di incamerare la Toscana, l'Emilia e parte dello Stato Pontificio; nel 1860, la spedizione di Garibaldi portò alla caduta del Regno delle Due Sicilie.
A tal punto l'Imperatore cercò di indurre il papa a rinunziare alla sovranità sui suoi Stati, ma Pio IX rifiutò aspramente commentando che l'Imperatore non era altro che un bugiardo e un imbroglione. Infine, il 17 marzo, Vittorio Emanuele fu proclamato re d'Italia.
La nascita del Regno d'Italia, tuttavia, non chiuse la questione nazionale italiana dal momento che non comprendeva né il Veneto, in mano all'impero austriaco (così come il Trentino e Trieste), né tanto meno il Lazio, ancora governato da papa Pio IX.
La Terza guerra d'indipendenza italiana, permettendo l'acquisizione di Venezia da parte dell'Italia, sostanzialmente riaprì le questioni pendenti su Roma: Napoleone III, infatti, per mantenere il consenso dei cattolici francesi, decise di porre il papa sotto la propria protezione.
Già nel 1862, Garibaldi fece un tentativo di conquistare Roma, ma le forti proteste francesi indussero il governo italiano in carica ad arrestare il patriota. Cinque anni dopo, Garibaldi tentò l'impresa ma Napoleone decise di intervenire direttamente, inviando un contingente militare che sconfisse le truppe di Garibaldi, in grave inferiorità numerica e di mezzi, nella battaglia di Mentana, il 3 novembre 1867: le truppe francesi sarebbero rimaste a Roma fino all'agosto del 1870.
In ogni caso, tali interventi nelle questioni italiane, unite a una spregiudicata politica di espansione internazionale, indebolì fortemente l'esercito francese e indusse l'Imperatore a restare neutrale tanto nella guerra dei Ducati danesi, quanto nel conflitto austro prussiano, eventi che permisero una forte espansione del Regno di Prussia.
Tale politica estera, di impronta neutralista, fu tuttavia influenzata anche da un forte peggioramento delle condizioni di salute di Napoleone III: si era appesantito, subiva attacchi di gotta che gli avevano ridotto la mobilità, infine, gli attacchi di calcoli, curati anche mediante la somministrazione di oppiacei per ridurre il dolore, ne aveva intorpidito la mente.

#### Colonialismo
Al pari del Regno Unito, anche Napoleone III perseguì l'obiettivo di rafforzare i possedimenti d'oltremare.
In primo luogo, nel 1858, prendendo come pretesto alcune dispute commerciali, Napoleone III inviò una spedizione militare nel Sud-est asiatico: nel 1862 assunse il controllo della Cocincina e di Saigon, nel 1863 ottenne un protettorato in Cambogia. Secondariamente, nel 1860, su invito britannico la Francia partecipò alla Seconda guerra dell'oppio, che si concluse con l'occupazione di Pechino e con la concessione di rilevanti privilegi commerciali (tra cui una base navale nella baia di Kwangchowan).
In ogni caso, l'intervento estero più noto è senza dubbio la seconda spedizione in Messico: tale spedizione ebbe origine dal mancato pagamento degli interessi debitori da parte del Messico e coinvolse tanto la Francia quanto il Regno Unito e la Spagna.
Nel 1861, dopo numerose schermaglie diplomatiche, approfittando anche del fatto che la Guerra di secessione americana avrebbe impedito ogni intromissione statunitense, Napoleone decise di non accontentarsi del controllo dei porti caraibici del Messico, già occupati, e dispose l'invio di un forte contingente militare al fine di instaurare una monarchia alleata nella figura dell'imperatore Massimiliano I d'Asburgo, fratello minore dell'imperatore d'Austria Francesco Giuseppe.
In ogni caso, dopo tre anni di guerriglia, privo di ogni appoggio internazionale e dovendo affrontare il sempre più impellente problema del riarmo prussiano, Napoleone III fu costretto a ritirarsi dal paese nel 1866; Massimiliano I, privo del sostegno francese, fu catturato e giustiziato e in Messico fu restaurata la repubblica.

#### Concessioni liberali (1860-1870)

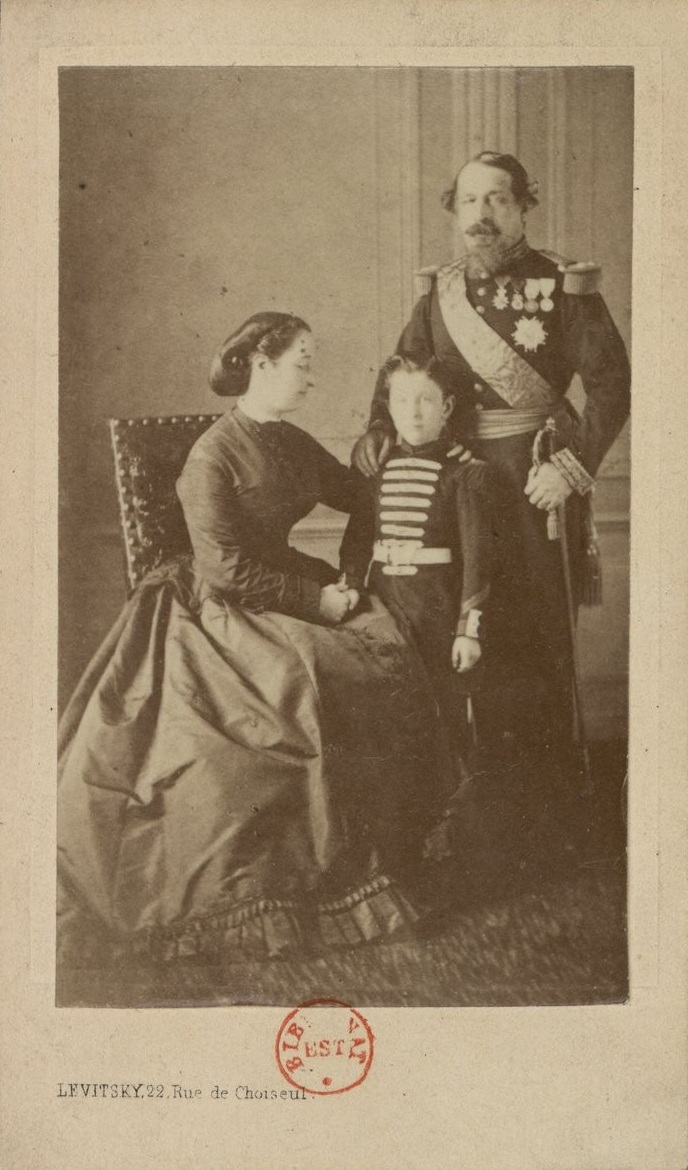
La famiglia imperiale, 1865 circa

Nonostante il progresso economico e i successi esteri, l'opposizione interna a Napoleone III, lentamente si consolidava tanto nel parlamento quanto nel Paese. Infatti, da un lato, l'Imperatore subì l'opposizione dei repubblicani per il colpo di Stato, dall'altro, i cattolici lo criticavano sia per la creazione di un sistema di istruzione pubblica, rivale di quello della Chiesa, sia per il sostegno fornito all'unificazione italiana; infine numerosi industriali e uomini d'affari erano scontenti della politica di riduzione dei dazi doganali, che aveva fortemente aumentato la concorrenza della Gran Bretagna, per l'aumento del peso fiscale e per il mancato coinvolgimento nelle scelte politiche e legislative.
Tale scontento, unito al fatto che il vasto programma di opere pubbliche e gli interventi esteri avevano dissestato il bilancio (il deficit annuale era salito a circa 100 milioni e il debito alla quota di 1 miliardo di franchi d'oro), resero necessaria una politica volta ad acquisire la fiducia del mondo imprenditoriale.
Dunque, il 24 dicembre 1861, Napoleone III, contro l'opposizione dei suoi ministri, emanò un decreto grazie al quale il Senato e il Corpo Legislativo avrebbero ottenuto maggiori poteri: i ministri sarebbero stati responsabili davanti alle camere e i singoli parlamentari avrebbero potuto emendare i decreti del governo; inoltre, pochi giorni dopo, il 31 dicembre, fu sancito che il bilancio di ogni ministero sarebbe stato votato dalle camere non più in una votazione complessiva, bensì per ciascuna singola sezione e che il governo non potesse attuare alcuna spesa che non fosse autorizzata dal parlamento; infine, il 1º febbraio, l'imperatore concesse ai deputati il diritto di parola alla tribuna (con resoconto stenografico). In sintesi, l'impero diveniva sostanzialmente una monarchia costituzionale parlamentare.
Il 31 maggio del 1863, si svolsero le prime elezioni posteriori alle riforme: i candidati governativi ricevettero 5 308 000 voti; l'opposizione 1 954 000 voti, tre volte di più rispetto alle precedenti elezioni; tuttavia, a Parigi e nelle città maggiori, il blocco dei repubblicani superò ampiamente la maggioranza assoluta dei voti (circa il 63% nella capitale).
Le elezioni, pertanto, pur garantendo la maggioranza ai candidati governativi, rendevano evidente la creazione di un blocco di opposizione che andava dai cattolici, ai legittimisti (in campo politico, sostenitori degli Orléans; in economia, protezionisti) e ai repubblicani.
Tuttavia, nonostante la formazione di un blocco di opposizione parlamentare, le riforme rimasero popolari, specialmente presso l'elettorato rurale: infatti, quando nel 1870 fu tenuto un referendum in materia costituzionale (nel quale si specificava che, se fosse stato sconfitto, Napoleone avrebbe abdicato al figlio), l'Imperatore ottenne 7 336 434 voti favorevoli, 1 560 709 voti contrari e 1 900 000 astensioni; Léon Gambetta, il leader dell'opposizione repubblicana, scrisse in preda alla disperazione «Siamo stati schiacciati. L'Imperatore è più popolare che mai».

### Caduta dell'Impero: la guerra franco-prussiana

#### Ascesa della Prussia
Nei primi anni di regno, Napoleone III mantenne un rapporto abbastanza buono con il regno di Prussia, tanto che l'Imperatore aveva accolto molto cordialmente il cancelliere Otto von Bismarck in occasione di una missione diplomatica.
Tali rapporti, tuttavia, iniziarono a incrinarsi nel 1865 quando, in occasione della guerra dei Ducati, Napoleone riconobbe la minaccia che uno Stato tedesco unitario avrebbe potuto arrecare ai confini orientali francesi mentre, d'altro canto, la Prussia temeva, insieme al Regno Unito, che l'Imperatore avesse mire espansionistiche sul Belgio.
L'anno seguente, quando Prussia e Italia si accordarono per una guerra contro l'Impero austriaco, Bismarck fece una seconda visita diplomatica a Parigi, accennando anche che - qualora la Francia fosse rimasta neutrale - avrebbe potuto ottenere alcune compensazioni.
L'anno seguente la Prussia aprì le ostilità invadendo la Sassonia, alleato dell'Impero Austriaco, e l'Imperatore Francesco Giuseppe, volendo evitare un accerchiamento, chiese a Napoleone III di mediare per far sì che almeno l'Italia restasse neutrale, ma ogni proposta di compromesso fu rigettata dai contendenti. Il conflitto tra Austria e Prussia fu assai breve e si concluse con la strabiliante vittoria prussiana nella battaglia di Sadowa, fatto che sconvolse l'Imperatore

#### Crisi del Lussemburgo e tentativo di riarmo
Nel 1867, Napoleone III, ancora in attesa di un compenso in Germania, decise di intavolare trattative con il re dei Paesi Bassi, Guglielmo III, al fine di ottenere il territorio del Lussemburgo, dietro il pagamento di una congrua somma di danaro. Bismarck, tuttavia, si oppose duramente e inviò un estratto delle richieste francesi a Londra mentre nel contempo attuò forti pressioni sul governo olandese affinché rinunciasse alla vendita. Napoleone fu costretto, pertanto, a rinunciare ma tale crisi contribuì non poco a deteriorare le relazioni diplomatiche tra Prussiani e Francesi.
A seguito della crisi, infatti, il governo francese decise di considerare un programma di riarmo dell'esercito terrestre, al momento pari a 385 000 soldati (di cui oltre 100 000 stanziati in Messico, Algeria e a Roma), al fine di contrastare gli oltre 700 000 uomini che potevano schierare i Prussiani e i loro alleati.
Pertanto, nell'autunno del 1867, Napoleone III propose di introdurre un sistema di coscrizione obbligatoria (simile a quello prussiano), in modo da aumentare le dimensioni dell'esercito a 1 milione di uomini. Però tale proposta fu aspramente contestata da numerosi ufficiali che, come il maresciallo Randon, preferivano l'istituzione di un esercito professionale, inferiore per numero ma meglio addestrato. Anche l'opposizione repubblicana rigettò il progetto dell'Imperatore, considerando che non avrebbe fatto altro che esasperare il militarismo prussiano mentre molti liberali non apprezzavano che rilevanti risorse venissero destinate alle spese militari.
Per questi motivi, consapevole che mai il disegno di legge avrebbe avuto l'approvazione del parlamento, Napoleone decise di attuare un compromesso: nel gennaio del 1868, l'esercito regolare fu affiancato da una forza di riserva "Garde Mobile" i cui effettivi sarebbero stati arruolati mediante coscrizione.

#### Alla ricerca di alleati
Negli anni seguenti, la politica estera francese fu assillata dal solo pensiero di creare una rete di alleanze utili a imbrigliare la Prussia ma ogni tentativo fallì miseramente.
Dapprima, nell'aprile del 1867, Napoleone propose all'Austria un'alleanza difensiva e offensiva promettendo, in caso di vittoria, che l'Austria avrebbe potuto formare una confederazione degli stati tedeschi meridionali e avrebbe potuto annettere la Slesia; l'Imperatore Francesco Giuseppe, tuttavia, impegnato nell'attuazione della riforma diarchica (che avrebbe portato alla creazione dell'Impero austro-ungarico), rimase scettico sulla proposta e non garantì la propria adesione.
Dopo l'Austria, Napoleone tentò di convincere l'Italia: re Vittorio Emanuele era personalmente favorevole all'alleanza francese, ben ricordando il ruolo fondamentale dell'Imperatore nel raggiungimento dell'unificazione italiana; tuttavia, l'opinione pubblica, ricordando l'appoggio francese al Papa e la Battaglia di Mentana, era fortemente ostile; l'Imperatore tentò di intavolare un negoziato ma, quando il governo italiano pose come condizione il ritiro della truppe francesi stanziate a Roma, dovette rinunciare (per non screditarsi con il proprio elettorato cattolico).
Durante la disputa per la successione al trono spagnolo di Isabella II, l'Imperatore propose un patto di alleanza fra Francia, Regno d'Italia e Impero Austro-ungarico che tuttavia fu rifiutato da entrambe le parti.
Al contrario di Napoleone, Bismarck era riuscito nel suo intento: gli stati tedeschi avevano promesso di fornire truppe alla Prussia mentre la Russia decise che sarebbe rimasta neutrale (ovviamente in cambio della libertà d'azione nei Balcani), fatto che indusse anche gli Austriaci a rifiutare definitivamente l'alleanza francese; infine, la Gran Bretagna, ricordando i progetti francesi di annessione del Belgio (svelati proprio da Bismarck), decise di mobilitare la flotta e di restare a guardare.
In altri termini, in caso di conflitto, la Francia era isolata.

#### Pretesto e scoppio del conflitto
Agli inizi del 1870, Bismarck decise di accelerare i tempi per una guerra, dal momento che temeva le spinte contrarie all'unificazione tedesca che erano sorte in diversi stati meridionali (specialmente la Baviera) che avrebbero potuto portare anche a una maggiore opposizione alla ratifica dei trattati di alleanza con la Prussia.
Contemporaneamente, l'8 maggio del 1870, gli elettori francesi avevano nuovamente dimostrato adesione al programma di Napoleone con un nuovo plebiscito il cui esito fu di 7 358 000 voti favorevoli a fronte di 1 582 000 voti contrari (registrando peraltro un forte calo della astensione) ma l'Imperatore diveniva ogni giorno sempre più debole, oltre che malato, e questo impediva al suo governo di imbrigliare le ali più radicali dei nazionalisti anti-prussiani, rappresentati dal nuovo ministro degli esteri, il duca Agénor de Gramont.
Nel luglio del medesimo anno, Bismarck trovò un utile pretesto di guerra in una vecchia disputa dinastica: nel settembre del 1868, la regina Isabella II di Spagna era stata deposta ed esiliata e il nuovo governo, tra le altre candidature, aveva considerato quella del principe Leopoldo di Hohenzollern-Sigmaringen, un cugino del re di Prussia Guglielmo; Napoleone III aveva già opposto il suo veto alla candidatura di Leopoldo ma Bismarck decise di forzare la mano, scrivendo al padre del candidato di accettare la corona spagnola.
La notizia della candidatura di Leopoldo al trono spagnolo, pubblicata il 2 luglio del 1870, suscitò la furia del parlamento francese e il governo fu duramente attaccato sia dai repubblicani, sia dai conservatori più radicali; il 6 luglio, Napoleone, in riunione con i ministri, chiese assicurazioni al maresciallo Edmond Le Bœuf circa l'efficienza dell'esercito in caso di guerra: il maresciallo, capo di stato maggiore dell'esercito, assicurò che i soldati francesi avevano un fucile qualitativamente superiore a quello prussiano, un'artiglieria maggiormente esperta e che avrebbe potuto mobilitare oltre 400 000 soldati in meno di 15 giorni.
Re Guglielmo di Prussia, non desiderando di essere considerato l'istigatore del conflitto, scrisse al padre del principe Leopoldo, chiedendone il ritiro della candidatura che fu annunciato il 12 luglio. Napoleone, tuttavia, imbrigliato dalla fazione più ostile ai prussiani e consigliato dal ministro degli esteri, duca di Gramont, inviò l'ambasciatore francese in Prussia alla città termale di Bad Ems, ove si trovava il re Guglielmo, per chiedere ufficialmente che la Prussia non candidasse più dei principi tedeschi al trono di Spagna.
Re Guglielmo, cortesemente ma con fermezza, disse che non poteva dare promesse per conto del suo governo e declinò di concedere ulteriori incontri con l'ambasciatore, dal momento che riteneva la questione ormai conclusa; al fine di avere un pretesto, tuttavia, Bismarck decise di manipolare il telegramma ufficiale dell'incontro in modo da far sembrare la risposta di Guglielmo ostile nei confronti del governo francese e comunicò a tutti i governi questa seconda versione.
La pubblicazione del telegramma suscitò l'effetto che Bismarck si aspettava: l'opinione pubblica francese ne fu infiammata, il ministro degli esteri Gramont affermò di aver ricevuto un insulto, il tentativo del leader conservatore, Adolphe Thiers, di invitare il governo alla moderazione fallì, mentre una folla di oltre 20 000 persone, marciando per le strade di Parigi, chiedeva la guerra; pertanto, Émile Olliver, nuovo primo ministro, decise di notificare, con l'assenso dell'Imperatore, una dichiarazione di guerra al governo prussiano: era il 19 luglio del 1870.

#### Operazioni iniziali

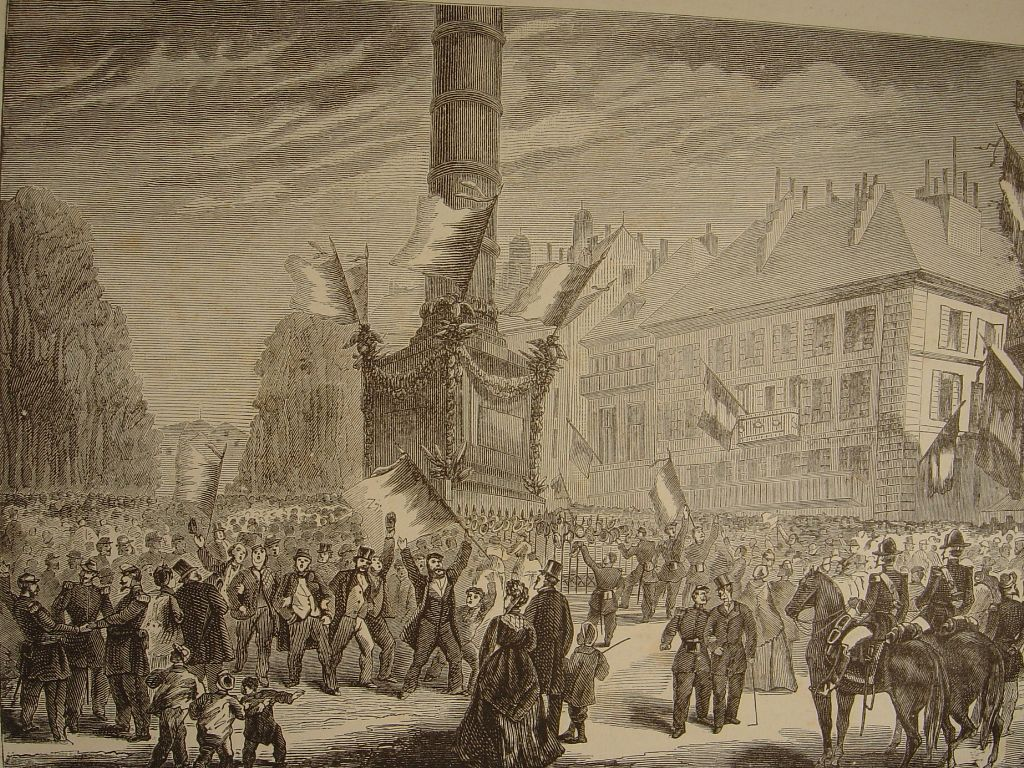
Allo scoppio della guerra, la folla si riunisce in Place de la Bastille, urlando: "A Berlino!"

Quando la Francia entrò in guerra, vi furono manifestazioni patriottiche per le strade di Parigi, con la folla che cantava la Marsigliese e urlava "A Berlino! A Berlino!". Tuttavia, Napoleone era malinconico, affermava che la guerra sarebbe stata lunga e difficile e che non si aspettava di tornare dal momento che si sentiva troppo anziano per una campagna militare.
Nonostante le precarie condizioni di salute, l'Imperatore decise comunque di assumere il comando supremo dell'esercito e il 28 luglio, accompagnato dal principe ereditario, quattordicenne, e da un personale militare, partì da Saint-Cloud, lasciando il governo alla moglie, Eugenia, in qualità di reggente.
Sin dalle origini, l'esercito francese mostrò una notevole impreparazione: l'alto comando riuscì a mobilitare duecentomila soldati lungo un fronte di 250 chilometri soffocando l'intera rete stradale e ferroviaria; spesso gli ufficiali non erano in grado di trovare le unità, né le unità i loro comandanti, dal momento che nessuno era stato dotato di mappe del territorio francese, né era stato redatto un preciso piano di battaglia.
Al contrario, Von Moltke e l'esercito tedesco, grazie all'esperienza acquisita durante la guerra contro l'Austria, furono in grado di muovere in modo efficace tre eserciti (per un totale di 518 000 uomini) lungo un fronte di appena 120 chilometri; inoltre, i soldati tedeschi erano sostenuti da una riserva sostanziale della Landwehr (difesa territoriale), con 340 000 uomini, e da una riserva aggiuntiva di 400 000 guardie territoriali.
Il 2 agosto, Napoleone e il principe imperiale accompagnarono l'esercito francese in un attraversamento provvisorio del confine verso la città di Saarbrücken; vinta una piccola scaramuccia, l'esercito proseguì la sua lenta avanzata; Napoleone III, molto malato, non era in grado di guidare il suo cavallo e dovette sostenersi appoggiandosi contro un albero. Nel frattempo, i Tedeschi concentrarono un esercito molto più grande lungo il fronte dell'Alsazia e della Lorena: il 4 agosto 1870 travolsero una divisione francese in Alsazia nella Battaglia di Wissembourg (in tedesco: Weissenburg), costringendola a ritirarsi; il giorno seguente, vinsero un'altra unità francese nella Battaglia di Spicheren in Lorena.
Il 6 agosto, 140 000 Tedeschi attaccarono 35 000 soldati francesi nella Battaglia di Wörth: tale battaglia, sebbene combattuta con accanimento e valore da parte delle truppe francesi (le quali, più volte, tentarono di sfondare le linee nemiche), si tramutò in una grave sconfitta con la perdita di quasi metà degli effettivi tra morti, feriti e prigionieri. Tale scontro, inoltre, evidenziò la forte superiorità tedesca, tanto nella logistica quanto nelle comunicazioni e nell'efficienza dello Stato maggiore; infine, l'artiglieria tedesca (cannone da campo C64 Krupp), in acciaio e a retrocarica, risultò estremamente più precisa e maneggevole degli ormai antiquati cannoni in bronzo ad avancarica francese.
Non appena la notizia delle sconfitte raggiunse Parigi, causò incredulità e sgomento: il primo ministro Ollivier e i vertici dello Stato maggiore si dimisero, l'Imperatrice reggente nominò, quale nuovo primo ministro, il generale Cousin-Mountaban, già comandante del corpo di spedizione in Cina, il quale, a sua volta, nominò François Achille Bazaine nuovo capo di Stato maggiore. L'Imperatore, ritenendo di non essere utile al fronte, meditò il ritorno nella capitale, ma l'Imperatrice e il governo gli consigliarono di restare onde evitare che la notizia del suo rientro potesse essere interpretata come un segnale di sconfitta.
Con l'Imperatrice a dirigere il Paese e Bazaine comandare l'esercito, l'Imperatore non aveva più alcun vero ruolo da svolgere, tanto da affermare al maresciallo Le Bœuf, precedente capo di Stato maggiore: «Siamo stati tutti e due licenziati».
Il 18 agosto 1870, ebbe luogo la battaglia di Gravelotte (in Lorena), la più grande del conflitto: i tedeschi, pur avendo subito 20 000 perdite, assai più dei 12 000 francesi, emersero vincitori, riuscendo a costringere le forze del maresciallo Bazaine (175 000 soldati, sei divisioni di cavalleria e 500 cannoni) a rinchiudersi nella piazzaforte di Metz, incapaci di muoversi.
Dopo la sconfitta di Gravellotte, Napoleone tenne un consiglio di guerra a Châlons-en-Champagne, alla presenza del maresciallo Patrice de Mac-Mahon e in contatto con il primo ministro, l'Imperatrice e il Bazaine, ma le idee furono discordanti: l'Imperatore e MacMahon proposero di spostare il loro esercito più vicino a Parigi, per proteggere la città, ma il 17 agosto Bazaine, con l'assenso dell'Imperatrice e del primo ministro, telegrafò all'Imperatore chiedendo di rinunciare all'idea e di tentare una controffensiva verso Metz contro le truppe prussiane, ritenute esaurite. L'Imperatore, dunque, inviò il principe ereditario a Parigi e intraprese la controffensiva, sebbene l'esercito fosse demoralizzato.
Il piano della controffensiva sarebbe dovuto restare segreto, ma fu pubblicato sulla stampa francese e quindi divenne noto anche al comando tedesco: il comandante tedesco Helmuth Karl Bernhard von Moltke comandò alle due armate prussiane che marciavano verso Parigi di voltarsi per inseguire l'esercito di Mac-Mahon. Il 30 agosto un corpo d'armata di Mac-Mahon fu attaccato dai tedeschi a Beaumont, perdendo cinquecento uomini e quaranta cannoni; credendo che la strada fosse sbarrata dall'esercito prussiano, il generale francese decise di fermarsi e di riorganizzare le sue forze presso la città fortificata di Sedan, nelle Ardenne, vicino al confine con il Belgio.

#### Battaglia di Sedan

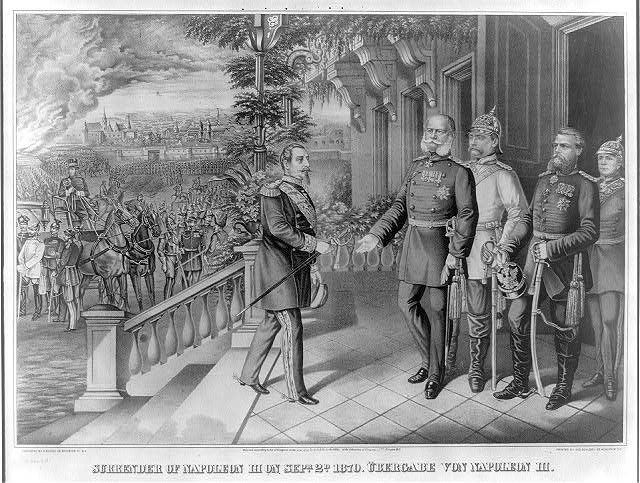
La resa di Napoleone III alla battaglia di Sedan

MacMahon giunse a Sedan con centomila soldati non sapendo che due armate tedesche si stavano avvicinando alla città, una da ovest e l'altra da est, bloccando ogni via di fuga. I Tedeschi arrivarono il 31 agosto 1870 e il 1º settembre occuparono le alture intorno alla città, collocarono batterie di artiglieria (circa 700 bocche da fuoco) e cominciarono a bombardare le posizioni francesi sottostanti.
Il 1º settembre, alle cinque del mattino, MacMahon fu gravemente ferito al fianco da una granata tedesca; il suo sostituto, generale Wimpffen, lanciò una serie di cariche di cavalleria allo scopo di rompere l'accerchiamento ma, nonostante il valore delle truppe e la perdita di oltre 17 000 uomini tra morti e feriti e la cattura di 21 000 prigionieri, le linee prussiane rimasero intatte.
Nel corso della battaglia, l'Imperatore rimase sostanzialmente inerte limitandosi a perlustrare le posizioni francesi (nel corso di tali movimenti fu ucciso un ufficiale della sua scorta e ne furono feriti altri due) e il medico che lo accompagnava scrisse così sul suo diario: «Se quest'uomo non è venuto qui per uccidere se stesso, non so cosa sia venuto a fare. Non l'ho visto impartire un ordine per tutta la mattina».
Finalmente, all'una del pomeriggio, Napoleone diede l'ordine di issare la bandiera bianca sopra la cittadella; in seguito, inviò un messaggio personale al re di Prussia, presente a Sedan, scrivendo quanto segue: «Mio Signor fratello, non essendo in grado di morire alla testa delle mie truppe, nulla resta per me, se non mettere la mia spada nelle mani di Sua Maestà».
Anni dopo, quando fu accusato di essersi vergognosamente arreso al nemico, scrisse: «Alcuni credono che, seppellendo noi stessi sotto le rovine di Sedan, avremmo meglio servito il mio nome e la mia dinastia. È possibile. Anzi, tenere in mano la vita di migliaia di uomini e non fare alcun segnale di salvare le loro vite era qualcosa che andava ben oltre la mia capacità [...] il mio cuore ha rifiutato queste grandezze sinistre».
Alle sei del mattino del 2 settembre, accompagnato da quattro generali del suo personale, Napoleone fu condotto al quartier generale tedesco di Donchery, dove si aspettava di incontrare re Guglielmo; fu accolto, invece, dal cancelliere Bismarck e dal comandante tedesco, generale von Moltke, i quali dettarono le condizioni della resa.
Napoleone chiese che il proprio esercito, disarmato, potesse attraversare il Belgio, ma Bismarck rifiutò la proposta e ingiunse all'Imperatore di firmare i documenti preliminari per un trattato di pace; questa volta fu Napoleone a rifiutare, sostenendo che il compito di negoziare la resa sarebbe spettato al governo e alla moglie, l'imperatrice Eugenia, in carica come reggente.
In seguito, fu trasferito al castello di Bellevue, dove ricevette la visita del re di Prussia e al quale disse di non aver voluto la guerra ma di essere stato costretto sotto il peso della opinione pubblica; re Guglielmo, cortesemente, concordò. La sera, Napoleone scrisse all'imperatrice Eugenia: «È impossibile per me dire quello che ho sofferto e quello che sto soffrendo ora [...] avrei preferito la morte a una capitolazione così disastrosa, eppure, sotto le attuali circostanze, è stato l'unico modo per evitare il massacro di sessantamila persone. Se solo tutti i miei tormenti fossero concentrati qui! Io penso a te, a nostro figlio e al nostro Paese infelice».

#### Fine dell'Impero
La notizia della capitolazione raggiunse Parigi il 3 settembre, confermando le voci che già circolavano in città; non appena l'imperatrice ricevette la notizia reagì urlando: «No! Un imperatore non si arrende! È morto! [...] Stanno cercando di nasconderlo a me! Perché non si è suicidato? Non sa che così ha disonorato sé stesso?»
Poco dopo, una folla ostile cominciò ad accerchiare il palazzo imperiale e l'Imperatrice, abbandonata ormai anche dal personale, decise di cercare rifugio dal suo dentista statunitense, il quale la portò a Deauville. Da lì, il 7 settembre, grazie alla nave di un ufficiale britannico, raggiunse l'Inghilterra.
Il 4 settembre, un gruppo di deputati repubblicani, guidati da Léon Gambetta, si riunì presso l'Hôtel de Ville (ossia il municipio) di Parigi e proclamò il ritorno della Repubblica e la creazione di un governo di difesa nazionale: il Secondo Impero di Napoleone III era finito.

### Esilio e morte

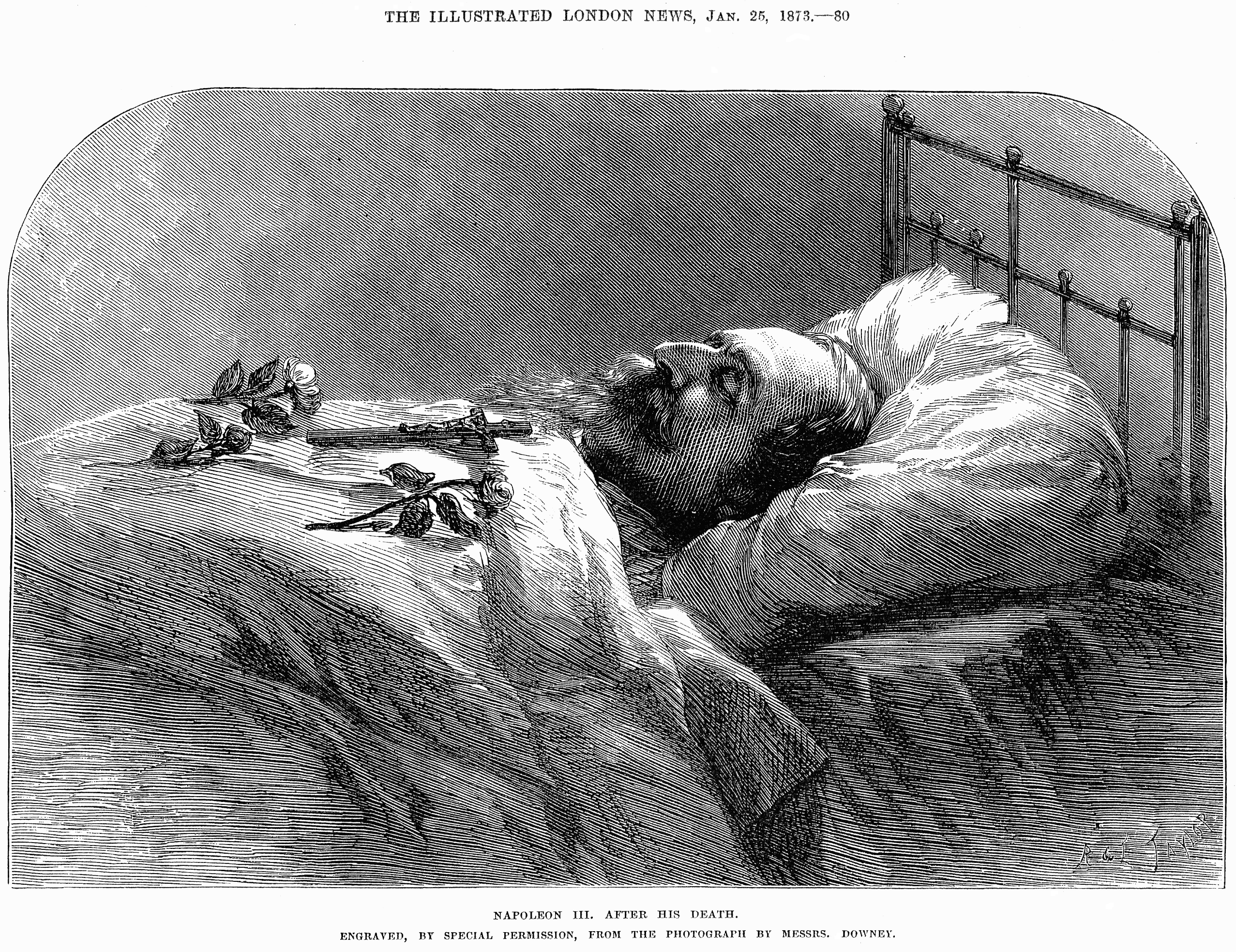
Napoleone III dopo la morte, di R & E Taylor

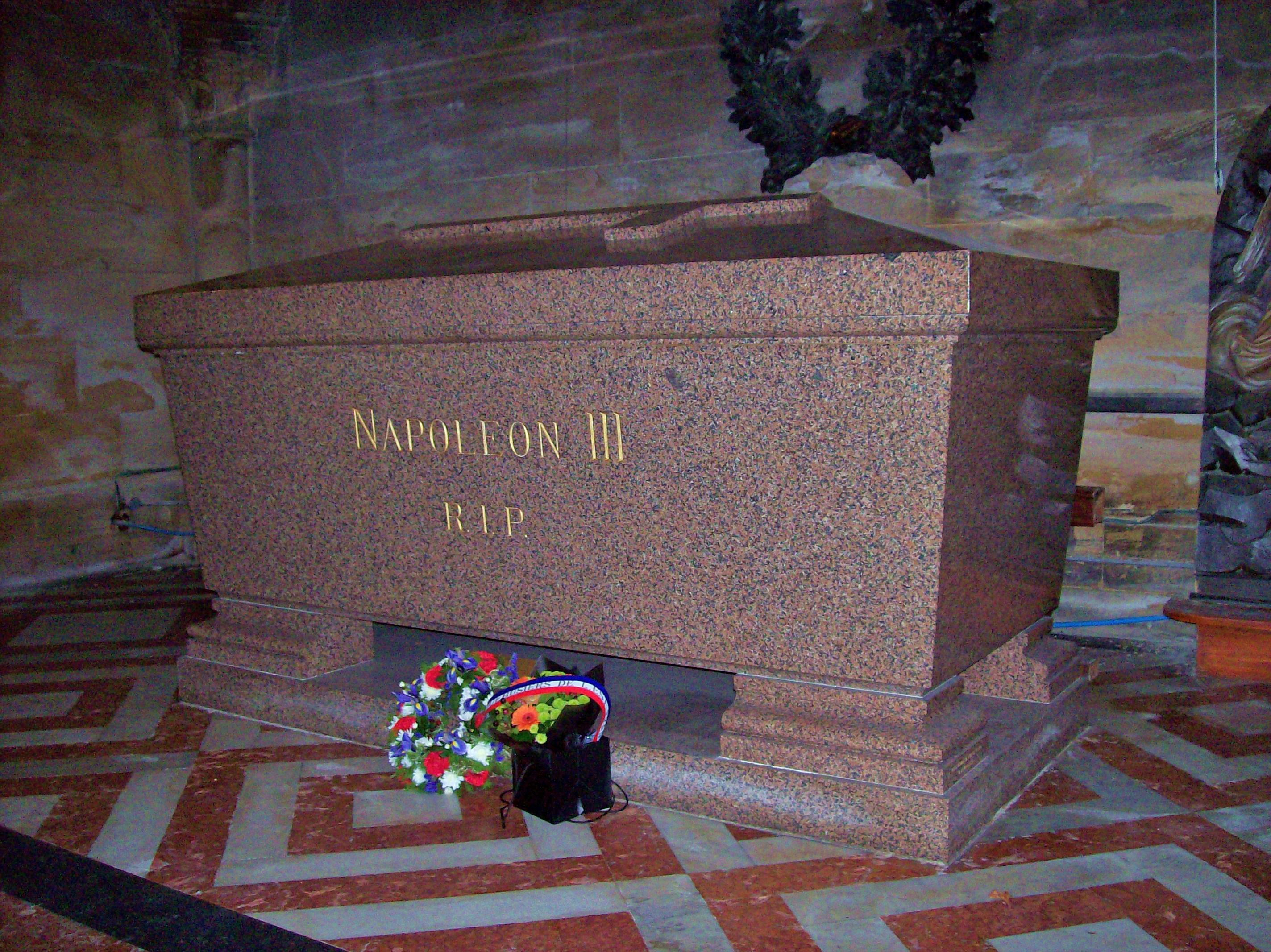
Il sarcofago di Napoleone III nell'abbazia di San Michele a Farnborough

Dopo la battaglia di Sedan, dal 5 settembre 1870 al 19 marzo 1871 Napoleone III ed il suo seguito furono tenuti in custodia in un castello a Wilhelmshöhe, nei pressi di Kassel. Durante la prigionia, l'ormai ex imperatore ricevette spesso le visite della moglie e si dedicò alla scrittura di lettere e trattati politici mentre cercava di promuovere un proprio eventuale ritorno al potere; tuttavia, sebbene alle elezioni dell'8 febbraio 1871 partecipassero anche candidati bonapartisti, questi ottennero solo cinque seggi, né poterono impedire che il 1º marzo l'imperatore fosse dichiarato ufficialmente deposto.
Finita la guerra, Bismarck rilasciò Napoleone, il quale, insieme alla moglie ed al figlio, decise di andare in esilio nel Regno Unito; ma, disponendo di fondi limitati, fu costretto a vendere gran parte delle sue proprietà e dei gioielli. Giunto a Londra nel marzo del 1871, l'ex Imperatore e la sua famiglia si stabilirono a Camden Palace, una grande casa di campagna, sita nel villaggio di Chislehurst, distante una mezz'ora di treno da Londra. A Camden Palace Napoleone trascorse il tempo a scrivere e a progettare un modello di stufa, mantenendosi assai distante dalla politica (sebbene ricevesse la visita della regina Vittoria).
Tuttavia, nell'estate del 1872 la sua salute iniziò a peggiorare, e i medici raccomandarono un intervento chirurgico al fine di rimuovere i calcoli biliari; Napoleone fu operato due volte, ma poco dopo il secondo intervento si ammalò gravemente, morendo il 9 gennaio del 1873 dopo aver domandato agli astanti se gli ufficiali francesi si fossero comportati da codardi a Sedan.
In origine fu sepolto a Chislehurst, presso la chiesa cattolica di Santa Maria, ma dopo che suo figlio, ufficiale dell'esercito del Regno Unito, morì nel 1879 combattendo contro gli Zulù in Sudafrica, Eugenia decise di far costruire un monastero e una cappella per le spoglie del marito e del figlio: così, nel 1888, Napoleone e Napoleone Eugenio Luigi furono definitivamente traslati nella cripta imperiale nell'abbazia di San Michele a Farnborough, nella contea dello Hampshire, Regno Unito.

## Discendenza

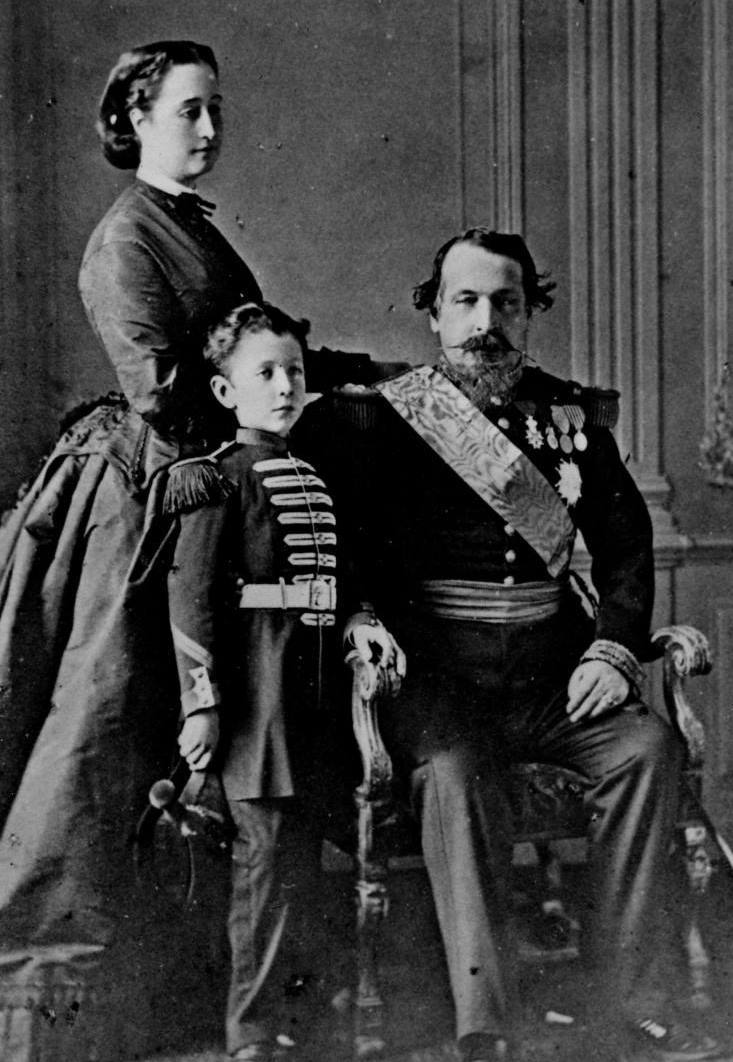
La famiglia imperiale nel 1865

Napoleone III e la contessa di Teba María Eugenia de Guzmán Montijo ebbero un figlio:
- Napoleone Eugenio Luigi (1856-1879), erede al trono dell'Impero. Morì senza aver lasciato discendenza.

Illegittimi:
- (da Maria Anna Schiess) Bonaventur Karrer (1839-1921);
- (da Éléonore Vergeot) Eugène-Alexandre Bure (1843-1910), conte di Orx;
- (da Éléonore Vergeot) Louis-Ernest Bure (1845-1882), conte di Labenne;
- (da Harriet Howard, contessa di Beauregard) Martin Harriet Bonaparte (1842-1907), conte di Béchevet;
- (da Valentine Haussmann) Jules Hadot (1865-1939).

Sembra, inoltre, che l'Imperatore abbia avuto anche un figlio da Virginia Oldoini, nota come la Contessa di Castiglione, Arthur Hugenschmidt (1862-1929), chirurgo odontoiatrico.

## Ascendenza
|                           |                         |                                         | Genitori                                  |  |  | Nonni |  |  | Bisnonni                  |  |  | Trisnonni                    |  |
|                           |                         |                                         |                                           |  |  |       |  |  | Giuseppe Maria Buonaparte |  |  | Sebastiano Nicola Buonaparte |  |
|                           |                         |                                         |                                           |  |  |       |  |  | Giuseppe Maria Buonaparte |  |  | Sebastiano Nicola Buonaparte |  |
|                           |                         | Maria Anna Tusoli                       |                                           |  |  |       |  |  | Giuseppe Maria Buonaparte |  |  |                              |  |
| Carlo Maria Buonaparte    |                         |                                         |                                           |  |  |       |  |  | Giuseppe Maria Buonaparte |  |  |                              |  |
|                           |                         | Maria Saveria Paravicini                | Giuseppe Maria Paravicini                 |  |  |       |  |  |                           |  |  |                              |  |
|                           |                         | Maria Saveria Paravicini                | Giuseppe Maria Paravicini                 |  |  |       |  |  |                           |  |  |                              |  |
|                           |                         | Maria Saveria Paravicini                | Maria Angela Salineri                     |  |  |       |  |  |                           |  |  |                              |  |
| Luigi Bonaparte           |                         | Maria Saveria Paravicini                |                                           |  |  |       |  |  |                           |  |  |                              |  |
|                           |                         | Giovanni Geronimo Ramolino              | Giovanni Agostino Ramolino                |  |  |       |  |  |                           |  |  |                              |  |
|                           |                         | Giovanni Geronimo Ramolino              | Giovanni Agostino Ramolino                |  |  |       |  |  |                           |  |  |                              |  |
|                           |                         | Giovanni Geronimo Ramolino              | Maria Letizia Boggiani                    |  |  |       |  |  |                           |  |  |                              |  |
| Maria Letizia Ramolino    |                         | Giovanni Geronimo Ramolino              |                                           |  |  |       |  |  |                           |  |  |                              |  |
|                           |                         | Angela Maria Pietrasanta                | Giuseppe Maria Pietrasanta                |  |  |       |  |  |                           |  |  |                              |  |
|                           |                         | Angela Maria Pietrasanta                | Giuseppe Maria Pietrasanta                |  |  |       |  |  |                           |  |  |                              |  |
|                           |                         | Angela Maria Pietrasanta                | Maria Giuseppa Malerba                    |  |  |       |  |  |                           |  |  |                              |  |
| Napoleone III di Francia  |                         | Angela Maria Pietrasanta                |                                           |  |  |       |  |  |                           |  |  |                              |  |
|                           | François de Beauharnais | Claude de Beauharnais                   |                                           |  |  |       |  |  |                           |  |  |                              |  |
|                           | François de Beauharnais | Claude de Beauharnais                   |                                           |  |  |       |  |  |                           |  |  |                              |  |
|                           | François de Beauharnais | Renée Hardouineau                       |                                           |  |  |       |  |  |                           |  |  |                              |  |
| Alessandro di Beauharnais | François de Beauharnais |                                         |                                           |  |  |       |  |  |                           |  |  |                              |  |
|                           |                         | Marie Henriette Pyvart de Chastullé     | François Jacques Pyvart de Chastullé      |  |  |       |  |  |                           |  |  |                              |  |
|                           |                         | Marie Henriette Pyvart de Chastullé     | François Jacques Pyvart de Chastullé      |  |  |       |  |  |                           |  |  |                              |  |
|                           |                         | Marie Henriette Pyvart de Chastullé     | Jeanne Hardouineau de Landanière          |  |  |       |  |  |                           |  |  |                              |  |
| Ortensia di Beauharnais   |                         | Marie Henriette Pyvart de Chastullé     |                                           |  |  |       |  |  |                           |  |  |                              |  |
|                           |                         | Joseph-Gaspard de Tascher de la Pagerie | Gaspar José Tascher de La Pagerie         |  |  |       |  |  |                           |  |  |                              |  |
|                           |                         | Joseph-Gaspard de Tascher de la Pagerie | Gaspar José Tascher de La Pagerie         |  |  |       |  |  |                           |  |  |                              |  |
|                           |                         | Joseph-Gaspard de Tascher de la Pagerie | Marie Françoise Bourdeau de La Chevalerie |  |  |       |  |  |                           |  |  |                              |  |
| Giuseppina di Beauharnais |                         | Joseph-Gaspard de Tascher de la Pagerie |                                           |  |  |       |  |  |                           |  |  |                              |  |
|                           |                         | Rose-Claire des Vergers de Sanois       | Joseph-François des Vergers de Sanois     |  |  |       |  |  |                           |  |  |                              |  |
|                           |                         | Rose-Claire des Vergers de Sanois       | Joseph-François des Vergers de Sanois     |  |  |       |  |  |                           |  |  |                              |  |
|                           |                         | Rose-Claire des Vergers de Sanois       | Marie Browne                              |  |  |       |  |  |                           |  |  |                              |  |
|                           |                         | Rose-Claire des Vergers de Sanois       |                                           |  |  |       |  |  |                           |  |  |                              |  |